# Pau Football Club
Pour les articles homonymes, voir PFC.
Maillots
Actualités
Le Pau Football Club, abrégé en Pau FC, est un club de football français fondé en 1959 et situé à Pau en  Pyrénées-Atlantiques.
Le Pau FC est issu du patronage des Bleuets de Notre-Dame, créé en 1920 dans le quartier Mayolis, et qui atteignit la plus haute division amateur française au début de la saison 1958-1959. Les autorités religieuses estimèrent alors que le niveau sportif du patronage dépassait désormais le stade de l'association sportive de quartier.
Sous la direction de son président-fondateur José Bidegain, l'équipe première du patronage des Bleuets de Notre-Dame devient le Football-Club de Pau et s'installe dès les années 1960 au stade du Hameau, avec pour ambition de rejoindre les divisions professionnelles.
Fragilisé par ses difficultés financières récurrentes, qui obligent la mairie de Pau à intervenir à plusieurs reprises, le FC Pau connait finalement les affres de la relégation et retourne en Ligue du Sud Ouest. Malgré l'ambition des dirigeants, le club échoue à atteindre le monde professionnel. Les années 1990 voit le club dépenser inconsidérément dans sa quête du statut professionnel, manquant la promotion en deuxième division à plusieurs reprises. Exsangue financièrement, le FC Pau dépose le bilan et est relégué en 1995 en National 2, le 4e échelon du football français.
Le club repart sous l'impulsion de deux anciens joueurs Bernard Laporte-Fray et Joël Lopez et une nouvelle appellation de Pau Football Club. Les finances sont assainies et le club se stabilise en National jusqu'en 2007. Finalement relégué en National 2 et secoué par des crises extra-sportives, le Pau FC ne remonte en troisième division qu'au début de la saison 2016-2017.
Deux ans plus tard, soit 59 ans après sa fondation, le Pau FC inaugure le premier stade de son histoire: le Nouste Camp.
Promu en Ligue 2 à l'issue de la saison 2019-2020, le club connaît depuis la période la plus faste de son histoire et cherche à s'établir de manière durable dans le paysage du football professionnel français. L'équipe première, dirigée par Nicolas Usaï évolue actuellement en Ligue 2 depuis la saison 2020-2021.

## Histoire

### Bleuets de Notre-Dame (1920-1959)
L'histoire du football à Pau trouve ses origines dans les premières décennies de la fin du XIXe siècle, avec la fondation en 1888 de l'Association Bourbaki. Ce patronage catholique, établi initialement pour promouvoir diverses activités sportives et culturelles, donna naissance à sa section football en 1904, sous le nom de Football Association Bourbaki, et le 7 décembre 1906 l'association dépose ses statuts.
Malgré la diffusion progressive du football dans la ville à partir de 1909, avec la création de la Jeanne d'Arc Le Béarn (JAB de Pau), le rugby à XV conserva sa position prédominante en Béarn et Gascogne.
Jusqu'à la période de la Libération, le Football Association Bourbaki figura comme le club phare du football béarnais.
Le début des années 1950 marqua une période significative pour le football palois avec l'émergence du patronage des Bleuets de Notre-Dame, fondé dans le quartier Mayolis en 1920. Après avoir participé à son premier championnat en 1935, ce patronage renoua avec ses activités après la Seconde Guerre mondiale. En 1950, ce patronage de quartier devient champion de France juniors de la Fédération Sportive et Culturelle de France (FSCF), succédant ainsi au palmarès au FA Bourbaki. Cette même année, le patronage des Bleuets effectua ses débuts en championnat de la Ligue du Sud-Ouest, amorçant une ascension qui le propulsa au plus haut niveau des championnats amateurs du football français, la Division Nationale, au début de la saison 1958-1959.
Ainsi, en 1958, après neuf promotions en dix saisons, ce modeste patronage de quartier se métamorphosa en une institution emblématique du football béarnais et gascon. Il devint un symbole pour la ville de Pau et l'ensemble du Béarn, attirant jusqu'à 6000 spectateurs dans son modeste stade des Bleuets. Toutefois, face à cette réussite croissante, l'évêché de Notre-Dame, considérant que le rayonnement sportif dépassait dorénavant le simple cadre d'une association de quartier, envisagea de se désengager. Dans cette perspective, il entama la quête de leaders compétents capables de gérer efficacement une entité sportive d'une telle envergure.

### Football Club de Pau (1959-1995)

#### Fondation du Football-Club de Pau & ère José Bidegain (1959-1965)
Le 19 mai 1959, le « Football-Club de Pau » est fondé par José Bidegain, un jeune entrepreneur palois,,. Le club devient le seul représentant béarnais dans les divisions nationales. Les premières années témoignent d'une existence itinérante pour le club, en raison du manque d'installations permanentes, l'obligeant à se réapproprier différents stades à Pau, dont le Stade des Bleuets ou le Stade Bourbaki. Perpétuant les couleurs bleu et blanc du patronage originel, ainsi que le cri de ralliement « Vaincre ou sourire », le club reste attaché à l'héritage de formation initié par les « Pionniers » du quartier Mayolis.
La saison 1959-1960 marque les débuts du club en Division Nationale, le plus haut échelon du football amateur français, reprenant ainsi le niveau sportif précédemment atteint par les Bleuets. Cependant, les difficultés financières persistent en raison du déficit d'infrastructures. L'année inaugurale voit le FC Pau se classer à la 7e position du groupe de CFA Sud-Ouest. La saison suivante représente une période de consolidation, le club attirant des joueurs expérimentés. Malgré les changements opérés dans l'effectif et la rotation des entraîneurs, le club parvient à se maintenir en championnat et évolue de manière plus ou moins régulière au Stade du Hameau.

#### Retrait progressif de José Bidegain et lent déclin
La saison 1964-1965 voit le FC Pau subir sa première relégation. Progressivement, José Bidegain se retire de la direction du club, confiant la présidence à James Chambaud,. Cette relégation vers les niveaux régionaux de la Ligue du Sud Ouest engendre de nouveaux problèmes financiers, tandis que le club reste sans domicile fixe, faute d'installations adéquates. Parmi les faits marquants, le jeune joueur Paul Escudé s'affirme, devenant le premier palois à intégrer l'équipe de France Juniors.
La saison 1968-69 signe le retour du FC Pau au plus haut niveau amateur, alors que l'enfant prodige Paul Escudé s'en va rejoindre les Girondins de Bordeaux.
Sur la scène sportive paloise, le FC Pau demeure isolé, les patros historiques contestant la légitimité du nouveau club. Le FC Pau réintègre donc le rang, subissant une seconde relégation vers les divisions régionales de la Ligue du Sud-Ouest en 1969.

#### Construction & ambition sous la direction de Pierre Clède (1975-1981)

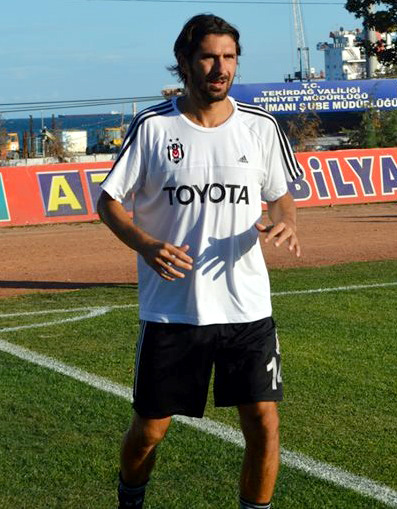
Julien Escudé, sous la tutelle de son père, entame sa carrière au club.

En 1975, Pierre Clède accède à la direction du club en pleine période de défis sportifs et financiers. Après deux saisons en Promotion de la Ligue du Sud Ouest, l'équipe regagne la Quatrième Division pour la saison 1978-1979. Doté d'une vision audacieuse, Clède nourrissait l'ambition d'atteindre la deuxième division en moins de cinq ans, mais les résultats décevants et l'affluence en baisse au stade ont posé des difficultés.
La saison 1980-1981, voit l'arrivée de Jacques Foix, légendaire international du Stade Montois, en tant qu'entraîneur de l'équipe. Malgré cette nomination, les finances du club ne s'améliorent pas et les résultats déclinent. Pourtant, Paul Escudé, ancien joueur du club, revient en tant que responsable des équipes de jeunes, initiant un programme de formation qui laissera une empreinte durable sur le club,.
En début de la saison 1981-1982, Paul Escudé prend en charge l'équipe première et insuffle une nouvelle vitalité au club. Toutefois, les problèmes financiers persistent et le stade de l'Ousse-des-Bois, déjà vétuste, ne répond plus aux besoins grandissants du club.

#### Ère Paul Escudé & la Quête de l'Accession en Deuxième Division (1981-1991)
Dans les années 1980, le président Clède, suivant les traces de son prédécesseur José Bidegain, envisage une fusion des clubs historiques de football à Pau afin de pallier le manque d'infrastructures. Cependant, il se heurte à une opposition farouche des trois clubs locaux : les Bleuets de Notre-Dame, le FA Bourbaki et la JAB de Pau.
Au sein de ces institutions, la JAB de Pau émerge avec distinction en tant que meilleur centre de formation, comptant trois lauréats du Concours du jeune footballeur : Jean-Michel Larqué (1964), Dominique Vésir (1971) et Serge Torreilles (1978), ainsi qu'une participation aux quarts de finale de la Coupe Gambardella en 1981-1982. Sous la houlette de Jean Larqué, père de Jean-Michel Larqué et défenseur intransigeant de l'indépendance de son club, la JAB s'oppose vigoureusement à toute idée de fusion.
Confronté à cette impasse, le président Clède abandonne le projet de fusion et opte pour un projet à plus long terme.
Au début de la saison 1983-1984, sous la houlette de l'entraîneur emblématique Paul Escudé, le Pau FC retrouve la Division 3. L'équipe compte parmi ses rangs des talents notables comme Bernard Laporte-Fray et Joël Lopez.
Le retour du Pau FC suscite un engouement croissant, avec plus de 8 000 spectateurs au stade de la Croix du Prince pour le match aller des 32es de finale de la Coupe de France 1983-1984.
Au cours de la saison 1984-1985, le FC Pau frôle de peu l'accession au monde professionnel, cédant la première place en fin de saison au Chamois niortais, malgré le retour au club de Dominique Vésir.

L'année suivante, le club atteint les 16e de finale de la Coupe de France, affrontant l'AS Nancy-Lorraine dirigée par Arsène Wenger. Ce match, perdu 1-0, rassemble plus de 10 000 spectateurs à la Croix du Prince,.

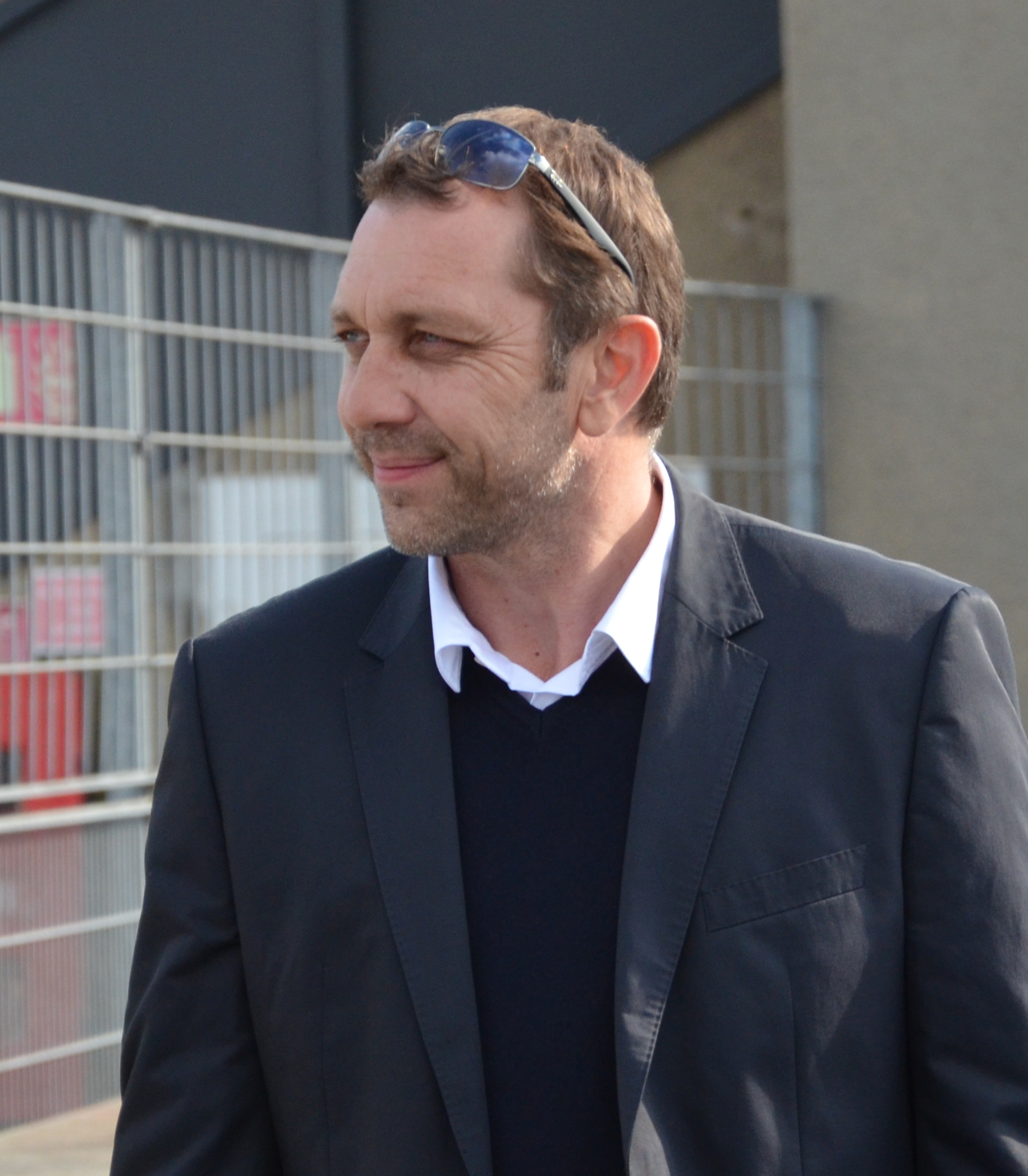
Xavier Gravelaine, prêté par Nantes, inscrit près de vingt buts avec le FC Pau.

Lors de la saison 1988-1989, Paul Escudé reconvertit le jeune milieu de terrain Xavier Gravelaine en attaquant, et celui-ci inscrit 20 buts. Sous la houlette d'Escudé, les "Maynats", guidés par le jeune Xavier Gravelaine et Hermann Kingué, vainqueur de la Coupe d'Afrique des Nations, affrontent l'Olympique de Marseille en 32e de finale de la Coupe de France à Aguiléra. Malheureusement, le match se solde par une défaite 4-0 face à des joueurs tels que  Papin, Huard, Sauzée et Allofs. Malgré les conditions météorologiques difficiles à Biarritz, 10 000 spectateurs assistent à cette rencontre délocalisée,.
Cependant, la fin des années 1980 marque un retour aux difficultés financières pour le club. La situation est redressée grâce à l'intervention du maire André Labarrère, qui pallie les déficits du club,.
À la fin de la saison 1989-90, après huit saisons consécutives à la tête du club, Paul Escudé est écarté par les joueurs, dont certains avaient du mal à s'adapter à sa rigueur et son professionnalisme, adaptés à un club amateur,. Néanmoins, l'héritage d'Escudé perdure, le club laissant derrière lui un style de jeu anglais pour une approche plus raffinée et offensive.
Escudé est remplacé par son ancien capitaine, Robert Péré-Escamps. Cependant, après une nouvelle saison décevante, l'international Jean Gallice prend les rênes de l'équipe première pour la saison 1990-91. Grâce à un penalty de Joël Lopez dans les dernières minutes, le FC Pau évite la relégation en fin de saison. Hervé Loustaunau, l'un des meilleurs buteurs de l'histoire du club, tire sa révérence à la fin de cette saison.
La saison est marquée par la plus faible affluence jamais enregistrée, reflétant la mauvaise réputation du vétuste Stade de l'Ousse-des-Bois. Pour retrouver sa vitalité, le club a besoin d'un nouvel élan.

#### Âge d'or sous la présidence Pitoun (1991-1993)
Le 15 juillet 1991, Alain Pitoun, un entrepreneur à la tête d'un petit empire composé de seize sociétés, prend les rênes du « Football-Club de Pau ». Pitoun nomme Paul Escudé en tant qu'entraîneur. L'objectif clairement affiché par le club est une fois de plus la promotion en deuxième division, marqué par le slogan « FC Pau, le football avec passion », qui remplace le célèbre « Vaincre ou sourire ». Les couleurs traditionnelles des Bleuets de Notre-Dame, le ciel et blanc, font leur retour, mettant de côté le jaune et le bleu.
L'arrivée de ce promoteur immobilier, souvent comparé à Bernard Tapie en raison de son goût pour le luxe, suscite un véritable bouleversement dans le milieu du football palois. Le « Football-Club de Pau » quitte alors le vétuste Stade de l’Ousse-des-Bois pour réinvestir le Stade du Hameau, 30 ans après une première expérience mitigée dans les années 1960.
Durant la présidence de Pitoun et avec Richard Allenda en tant que directeur sportif, le club effectue un recrutement de premier plan, attirant des joueurs tels que Claude Lowitz, Patrick Cubaynes, Slavko Radovanovic, Jean-Jacques Nono, Pascal Plancque, Dominique Deplagne, et même l'international américain Billy Thompson, qui rejoint l'équipe depuis le Heat de Los Angeles,.
Thompson, joueur fantasque doté d'une capacité à réaliser des dribbles époustouflants, devient rapidement le chouchou du Stade du Hameau.
Le club affiche de grandes ambitions et attire un public nombreux et fidèle, malgré son statut en troisième division lors de la saison 1991-1992. Les "Maynats" enregistrent régulièrement des affluences de 6 000 à 7 000 personnes au Stade du Hameau, dans un Béarn profondément attaché au rugby à XV.

À partir de 1991, Alain Pitoun devient la cible de l'organisation séparatiste basque Iparretarrak. Son yacht est incendié dans le port de plaisance de Larraldenia à Ciboure, un attentat attribué au groupe indépendantiste. De plus, son agence immobilière paloise est dévastée lors d'une autre attaque en mai 1991. Parallèlement, le président du FC Pau fait face à des problèmes judiciaires majeurs et à des difficultés financières importantes. Sur le plan sportif, les résultats en championnat sont décevants, se soldant par une modeste 8e place en Division 3 lors de la saison 1991-1992. Cependant, le club réalise un parcours brillant en Coupe de France, atteignant pour la première fois de son histoire les 8es de finale en avril 1992.

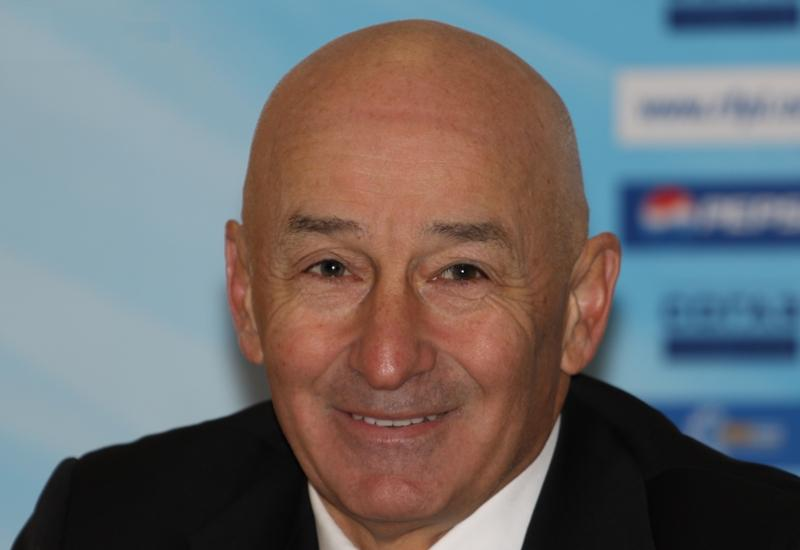
Slavojub Muslin dirige l'équipe première du FC Pau de 1992 à 1995.

Au début de la 1992-93, Alain Pitoun nomme Slavo Muslin à la tête de l'équipe. Muslin attire de nombreux joueurs prometteurs comme Aleksandar Jankovic, Franck Rolling ou Samuel Boutal. Après les échecs précédents, le groupe affiche une détermination revancharde et aspire plus que jamais à obtenir cette montée tant désirée. Le FC Pau termine en tête de son groupe en Division 3.
Cependant, contrairement aux éditions précédentes, le vainqueur du groupe n'est plus automatiquement promu en deuxième division. Ainsi, le FC Pau participe à un match de barrage le 8 juin 1993 contre Lyon-Duchère, perdu 2-1 après prolongation, sur un but de Hervé Musquère entaché d'une position de hors-jeu,. C'est une double peine pour les palois, car la DNCG rejette la demande de statut professionnel de La Duchère, et le FC Gueugnon est repêché en deuxième division.
Maigre consolation, le FC Pau accéde alors au National, la plus haute division amateur créée à l'époque.

#### Déclin et liquidation judiciaire (1993-1995)
Ainsi, le FC Pau s'engage dans la première saison du Championnat National nouvellement instauré. Le club renforce ses rangs avec l'arrivée de joueurs tels que Frédéric Viseux, José Dalmao, Bob Senoussi, et Laurent Peyrelade, tandis que Slavo Muslin conserve son poste d'entraîneur. Lors de la Coupe de France 1993-1994, les Maynats éliminent l'AS Saint-Étienne de Laurent Blanc et Joseph-Antoine Bell en 32e de finale, au stade du Hameau, devant 15 000 spectateurs enthousiastes.
Les problèmes financiers du président Pitoun s'aggravent. Le 30 octobre 1993, les Palois battent le Sporting Club de Toulon sur le score de 4-0, et à la fin du match, les joueurs entament une grève pour protester contre les salaires impayés. Cette fin de saison marque la fin de la présidence Pitoun, et ce dernier démissionne le 2 novembre 1993, accablé par des accusations judiciaires et un passif de 220 millions de francs. Le 6 avril, le tribunal de commerce de Pau déclare quatorze sociétés en redressement judiciaire, puis le 23 novembre, ordonne leur liquidation. La mise en liquidation judiciaire du FC Pau devient inéluctable. Les joueurs professionnels ne perçoivent plus leurs salaires, et le club affiche un déficit comptable de quatre millions de francs,. Richard Allenda est nommé Manager général en janvier 1994. En janvier 1995, la mairie de Pau supprime ses subventions, tandis que des rumeurs dans la presse locale évoquent une possible collusion entre Allenda et Muslin, nuisible aux intérêts sportifs du club dans le domaine du recrutement.
Sur la sellette, l'entraîneur Slavo Muslin quitte le club pour prendre les rênes des Girondins de Bordeaux, tandis qu'Allenda est progressivement écarté. Le « Football-Club de Pau » est officiellement liquidé le 7 février 1995.

### Pau Football Club (depuis 1995)

#### Nouveau départ (1995)
Le « Football-Club de Pau » renaît de ses cendre à la suite de la liquidation judiciaire grâce à un ancien gardien de but du club, en la personne de Bernard Laporte-Fray. Bernard Laporte-Fray était en effet titulaire lors de la saison de 1982-83 où le FC Pau accède en Division 3, avec Joël Lopez en 10 et Robert Péré-Escamps en 6. L'ancien gardien de but devient, douze ans après cette dernière saison, président du nouveau Pau Football Club.
Le Pau Football Club est officiellement refondé le 14 juin 1995, reprenant les couleurs Jaune et Bleu de la ville de Pau. Deux projets étaient alors en concurrence pour la reprise de l'activité du FC Pau: celui d'un ancien joueur en la personne de Laporte-Fray et celui de l'ancien président du FC Pau, Pierre Clède. C'est le projet du  « Pau Football Club » porté par Bernard Laporte-Fray qui est retenu par le maire de la ville, André Labarrère. Labarrère justifie son choix en arguant du fait que Pierre Clède « fait partie du passé ».
L'ex-capitaine emblématique des années 1980, Robert Péré-Escamps, est nommé au poste d’entraîneur avec pour mission de maintenir le club en National 2, le club ayant été relégué administrativement la saison précédente. La masse salariale est divisée par 2, passant de 375 000 francs à 175 000. Frédéric Viseux, José Dalmao, Bob Senoussi et Pascal Plancque quittent le club, car la politique sportive du club change drastiquement.
Le Pau FC écrit la première page de sa nouvelle histoire au stade du Hameau face au Dijon FCO, s'imposant sur le score de 1 à 0.

#### Stabilisation, développement et échec René Girard (1997-2001)

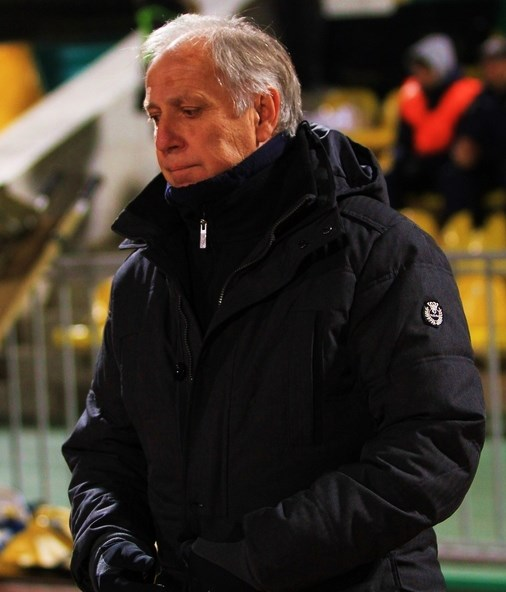
René Girard ne passe que 18 mois à Pau.

En 1996, le Pau FC offre sa première opportunité d’entraîneur à René Girard, dont la mission est de retrouver le National, avant d'accéder en Ligue 2. Sous la houlette de René Girard, Edouard Cissé débute en équipe première. Il rejoint ensuite le PSG dans le cadre d'un transfet de 35 000 francs et un match amical disputé au Stade du Hameau. Dans le cadre du transfert, le PSG affronte le Toulouse Football Club devant 7 000 personnes au Hameau, qui réservent à Cissé un départ chaleureux. Allenda est de nouveau nommé au poste de manager général, assurant ne pas interférer avec Girard.

Malheureusement, les résultats ne suivent pas en National, et Girard est démis de ses fonctions en décembre 1997. Girard se plaint notamment de l'influence en coulisses de Richard Allenda et de ne pas avoir eu la main sur le recrutement. René Girard poursuit le club en justice. Malgré ces péripéties, Girard reste en bons termes avec son ancien coéquipier Joël Lopez. Par ailleurs, Lopez et Allenda assurent l'intérim et offrent aux Maynats une victoire face à l'AS Saint-Étienne en huitième tour de la Coupe de France. 

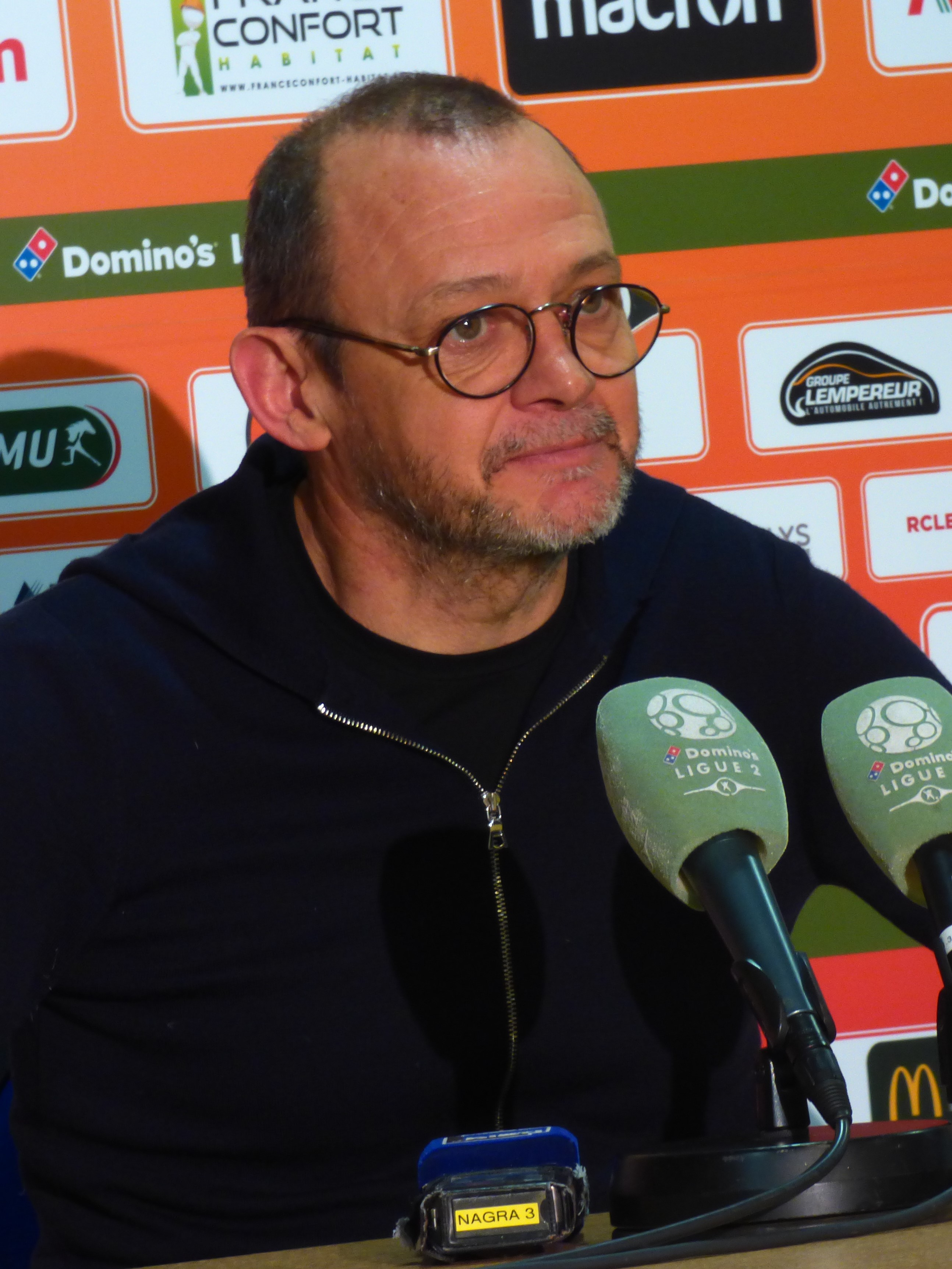
Pascal Planque lance sa carrière d'entraîneur à Pau.

Pascal Plancque, ex-joueur du club qui avait terminé sa carrière chez les basques de l'Arin luzien en Division d'Honneur, est nommé entraîneur en janvier 1998. Allenda redevient directeur sportif.
Plancque guide le club jusqu'aux 8e de finale Coupe de France, éliminé par le Paris Saint-Germain. Avant ce match historique pour le club béarnais, Joël Bats avait mis en garde ses troupes, en difficulté en championnat, contre le « tempérament du Sud-Ouest », estimant que c'était « un match piège ». Ce match face au PSG fut disputé dans un stade du Hameau en fusion devant 15 000 spectateurs, et l'unique but de la rencontre fut inscrit par le capitaine de la Seleçao, le brésilien Raí,. Le PSG aligne toutefois une équipe expérimentée mais ne parvient à s'imposer que sur la plus petite des marges après prolongation. Edouard Cissé entre en jeu, remplaçant Laurent Fournier.
Pour les supporters du Pau FC, ce but est à jamais entaché d'un hors-jeu flagrant.
Le match, tel que prédit par Bats, fut particulièrement haché et se termine sur une « générale » qui se poursuit jusque dans les vestiaires. L'essentiel est ailleurs, le Pau FC, équipe amateur (seuls Vacher et Rémy bénéficient de contrats fédéraux), a rendu le Béarn fier face à un adversaire bien supérieur, faisant preuve de  « grinta »pour contrecarrer les plans des entraîneurs du PSG, Ricardo Gomes et Joël Bats. " On avait marqué notre territoire, on est dans le Sud-Ouest, la culture rugby, on savait que techniquement, on ne pouvait pas rivaliser, alors on a mis d'autres arguments! ", déclarait Denis Baylac à l'issue du match. Ce match mémorable face au PSG, a permis de resserrer le groupe et de remporter le groupe C de CFA lors de la saison 1997-1998,.
La club accède ainsi à la troisième division, plus connue sous le nom de National.
Au cours de cette même année 1998, le Pau Football Club est endeuillé par la disparition soudaine d'une légende du club: Paul Escudé. Un stade porte désormais son nom à Pau, inauguré par ses deux fils.
Au début de la saison 1999-2000, le Pau FC dispose d'un budget de 6,5 millions de francs, permettant au club de renouer avec les ambitions des années 1990. Des partenariats peu productifs sont signés avec les Girondins de Bordeaux, puis le Toulouse Football Club.

#### Nouveaux remous, démission de Laporte-Fray et relégation en CFA (2001-2008)
En 2001, le club traverse une nouvelle période trouble à la suite de la condamnation de son président Bernard Laporte-Fray et de son directeur sportif Richard Allenda à de la prison avec sursis pour possession de cocaïne,. La présidence est assurée par Jacques le Coadou, avant que Joël Lopez ne reprenne la main. Le club confirme son orientation vers le football espagnol, en organisant un match amical au Hameau avec le Deportivo Alavés, récent finaliste de la Coupe de l'UEFA.
Conséquence de cette affaire, le président Laporte-Fray se voit interdit de toute activité en relation avec le monde sportif jusqu'en 2009, mais conserve néanmoins sa position d'actionnaire majoritaire du club, continuant ainsi à œuvrer pour la professionnalisation du club.
En 2002, le club sollicite Jean-Marc Ferratge pour prendre la tête de la cellule de formation du club. Ferratge prend ensuite les rênes de l'équipe première en 2003. Le club évolue à vue et se cherche une identité.
Au cours de la saison 2005-2006, le Pau FC, désormais dirigé par Marc Lévy, se fait prêter un jeune joueur du nom d'André-Pierre Gignac. Alors âgé de 21 ans, « Dédé » inscrit huit buts en vingt matchs sous les couleurs des Maynats, contribuant grandement au maintien du club. Fidèle à sa réputation de bon vivant, il s’intègre vite à l'équipe.
Le Pau Football Club se maintient en National jusqu'en 2008, année où il est relégué en CFA, après dix saisons en National.

Cette saison là, David Vignes (en) fut nommé entraîneur le 8 octobre 2007, à la place de Jean-Luc Girard dont il était l’adjoint. Durant cette ultime saison de National, Joël Lopez dresse un constat sans concessions de l'état du football béarnais, qui, malgré 6 000 licenciés, manque de « culture footballistique », alors que les compétitions et niveaux de jeu régionaux sont faibles, ce qui handicape le club pour la détection de talents régionaux. Edouard Cissé, icone du Pau FC qui évolue alors au Beşiktaş JK, se propose de venir au secours de son club formateur et de revoir la structure en place.

« Je propose une manne financière, mais pas pour investir dans un panier percé. Je veux des résultats, je crois en cette ville qui mérite une équipe de Ligue 2. Or, aujourd'hui en National, le Pau FC se meurt et ça me fait chi*r. »

— Édouard Cissé

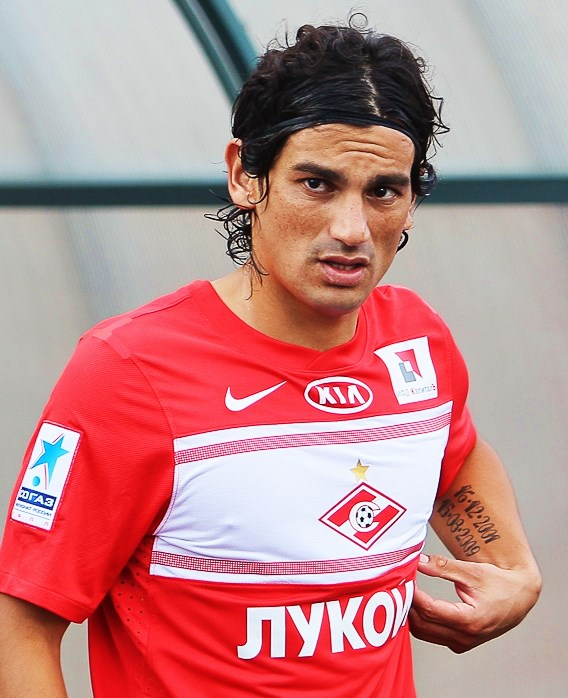
Tino Costa passe deux saisons à Pau.

À la suite de la signature de Tino Costa et Pablo Amendolare du Racing Club de France, le Pau FC cherche à se développer en Argentine. Le club noue une relation, peu fructueuse, avec le centre de formation argentin de Las Flores, ville dont est originaire Costa.
Le Pau Football Club (de 1998-1999 à 2007-2008), codétenteur avec l'AS Cannes (de 2001-2002 à 2010-2011) du record de longévité en National, avec 10 saisons jouées consécutivement, est toutefois désormais en grande difficulté sportive et financière.
Le président Laporte-Fray tend publiquement la main à Edouard Cissé afin que celui-ci s'investisse dans le club. Cissé avait en effet exprimé à plusieurs reprises vouloir s'engager dans le club à l'issue de sa carrière professionnelle.
En parallèle, l'ancien président Clède propose de reprendre en mains les destinées du club. Alors âgé de 65 ans, Clède échoue dans son projet d'acquérir le Pau FC pour l’euro symbolique et se dit prêt à injecter entre 500 000 et un million d’euros tout en réduisant la dépendance aux subventions municipales, afin de viser une montée en Ligue 2. Clède considère alors le Pau FC comme « un club municipalisé », le logo même du club étant calqué sur celui de la ville.
La descente en CFA mettrait alors en danger le projet de « rebâtir en misant sur la formation ».

#### Rechute & championnat de France amateur (2008-2016)
« Les Maynats » sont finalement relégués en 2007-2008, et évolueront 8 saisons de rang en Championnat de France de football de National 2.
En 2010, la désaffection du public palois est marquée, se traduisant par des recettes au stade et de sponsoring historiquement basse. Joël Lopez quitte la présidence du club pour rejoindre Evian, dont il deviendra président.
Bernard Laporte-Fray reprend la présidence du Pau FC en 2010, neuf ans après l'avoir quittée en raison de procédures judiciaires, même s'il est toujours resté actionnaire principal. Lors de sa prise de fonction il déclare : « Tout est à changer ». Le budget est revu à la hausse, passant de 1 à 1,2 million d'euros afin d'aborder « un vaste chantier », celui de la remontée en Championnat National avec pour objectif de viser la Ligue 2.
Le Président Laporte-Fray entre en contact avec Edouard Cissé, qui déclare ne pas être « fermé à aider le club de son cœur. On s'est donné la saison pour entrer plus activement la saison prochaine ». Cette collaboration, ardemment désirée par les supporters palois, ne se concrétisera pas. L'ancien joueur du Pau FC Edouard Cissé confirme toutefois avoir voulu s'investir au sein du club.
David Vignes, de nouveau aux commandes du club, est limogé une seconde fois en 2010 après 3 saisons,. Le club fait preuve de peu de stabilité, et les entraineurs se succèdent sans améliorer les résultats.

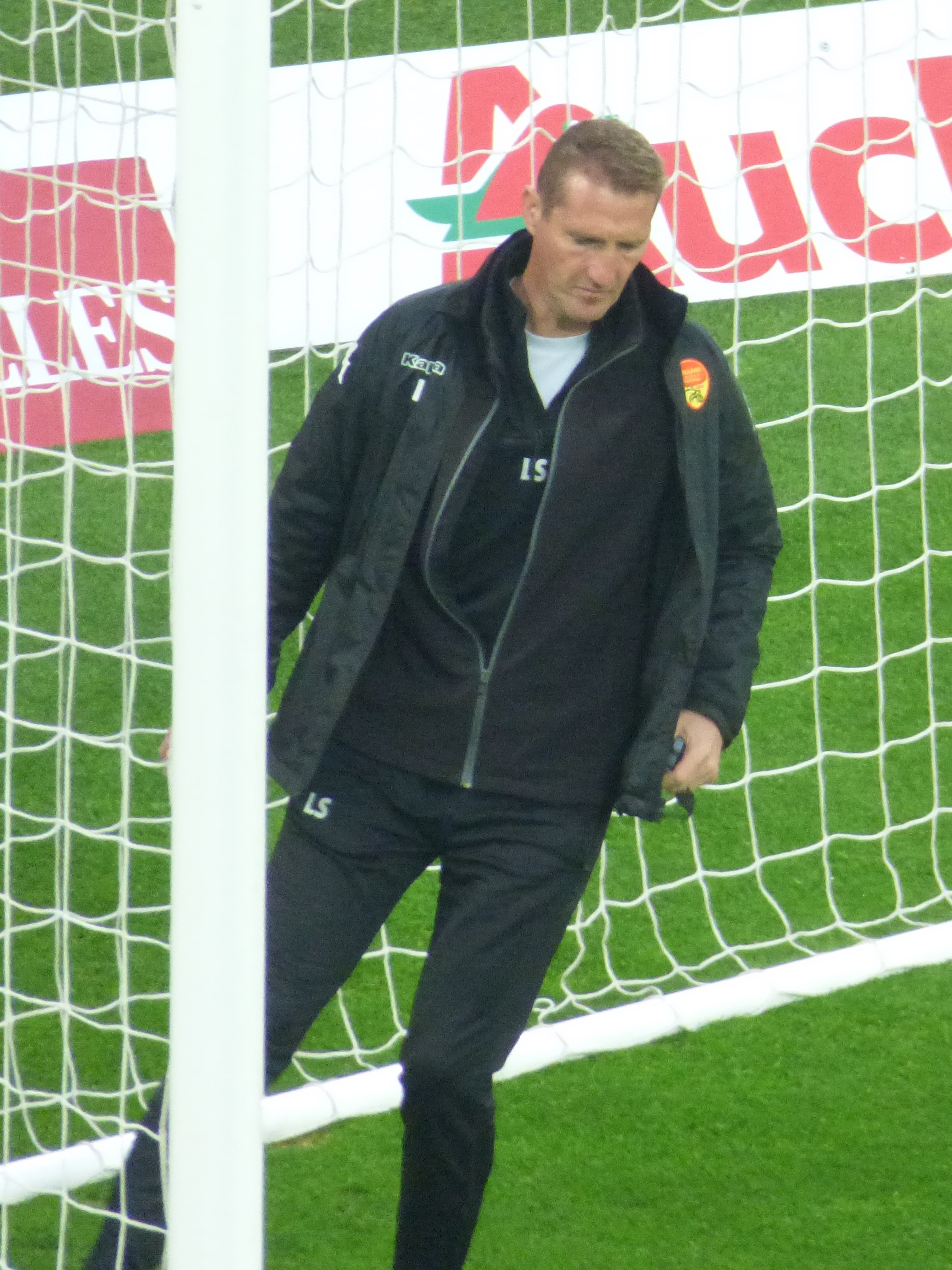
Laurent Strzelczak entraîne le Pau FC en CFA de 2012 à 2014.

En 2012, le Pau FC frôle le dépôt de bilan. Le footballeur béarnais le plus médiatique, Jean-Michel Larqué, comme son père dans les années 1980, se prononce contre le rapprochement des différents clubs palois sous une seule et même entité. Dans une terre de rugby, le club éprouve des difficultés à survivre et peine à occuper les premiers rôles,.
Au début de la saison 2012-2013, le Pau FC réoriente sa politique de recrutement vers des joueurs locaux dont Julien Labat, Nicolas Cami, Hicham M'Laab ou encore Jacques Leglib. Le club se stabilise peu à peu et réalise le meilleur début de saison de son histoire en 2015-2016 et retrouve enfin la troisième division,.

#### Stabilisation en National (2016-2020)
Ainsi, « Les Maynats » retrouvent le National lors de la saison 2016-2017 et terminent à la 14e place du classement, premiers non relégables. Le Pau FC obtient son maintien miraculeusement lors de la dernière journée, grâce à un succès 3-0 sur le terrain de l'Union sportive concarnoise, bénéficiant du même coup des défaites conjuguées du Club sportif Sedan Ardennes et du CA Bastia lors de la saison de son retour en National.
La saison 2017-2018 se veut une saison de consolidation, avant de prendre possession de son nouveau stade,. Pour la dernière au Hameau, 2 500 spectateurs ont assisté au match face au champion, le Red Star FC — auquel le public effectua une haie d’honneur — avant de démarrer un novueau chapitre de son histoire.
Avec neuf saisons à la tête du club, David Vignes établit un record de longévité, surpassant le règne de Paul Escudé,.

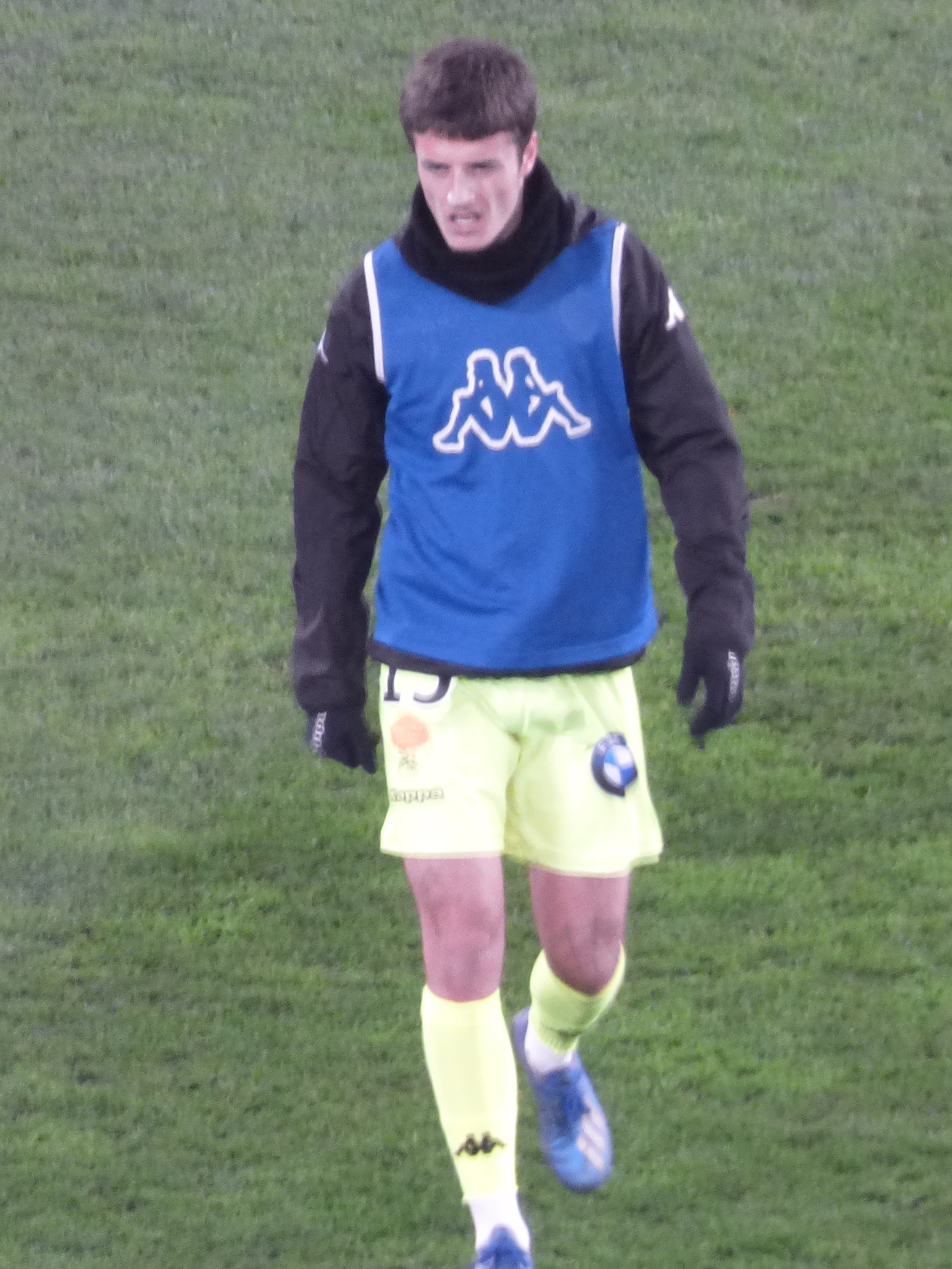
Vincent Thill se révèle à Pau.

Le Pau FC entame la saison 2018-19 en tant que seul représentant du football du Sud-Ouest de la France, avec un entraîneur italien aux commandes, Raffaele Novelli et l'ambition de monter en Ligue 2 en trois ans. « Les Maynats » enregistrent les arrivées en prêt de Vincent Thill et de Quentin Boisgard.
Novelli est démis de ses fonctions en janvier 2019, remplacé par Bruno Irles. Bruno Irles conserve ses fonctions au sein du Late Football Club et 19H30 Sport sur Canal+Sport. En mars 2019, Dado Pršo vient assister son ex-coéquipier au poste d'entraîneur adjoint. À l'issue de cette saison frustrante, puisque le club a longtemps été relégable avant de trouver un rythme de croisière qui lui aurait permis de jouer les premières places du classement, Quentin Boisgard et Vincent Thill sont nommés pour le titre de révélation de la saison.
Auteur de 10 buts et 3 passes décisives, Thill est élu révélation de l’année lors de la cérémonie de remise des Trophées du National 2018-2019. Thill figure également dans l'équipe type de l'année.

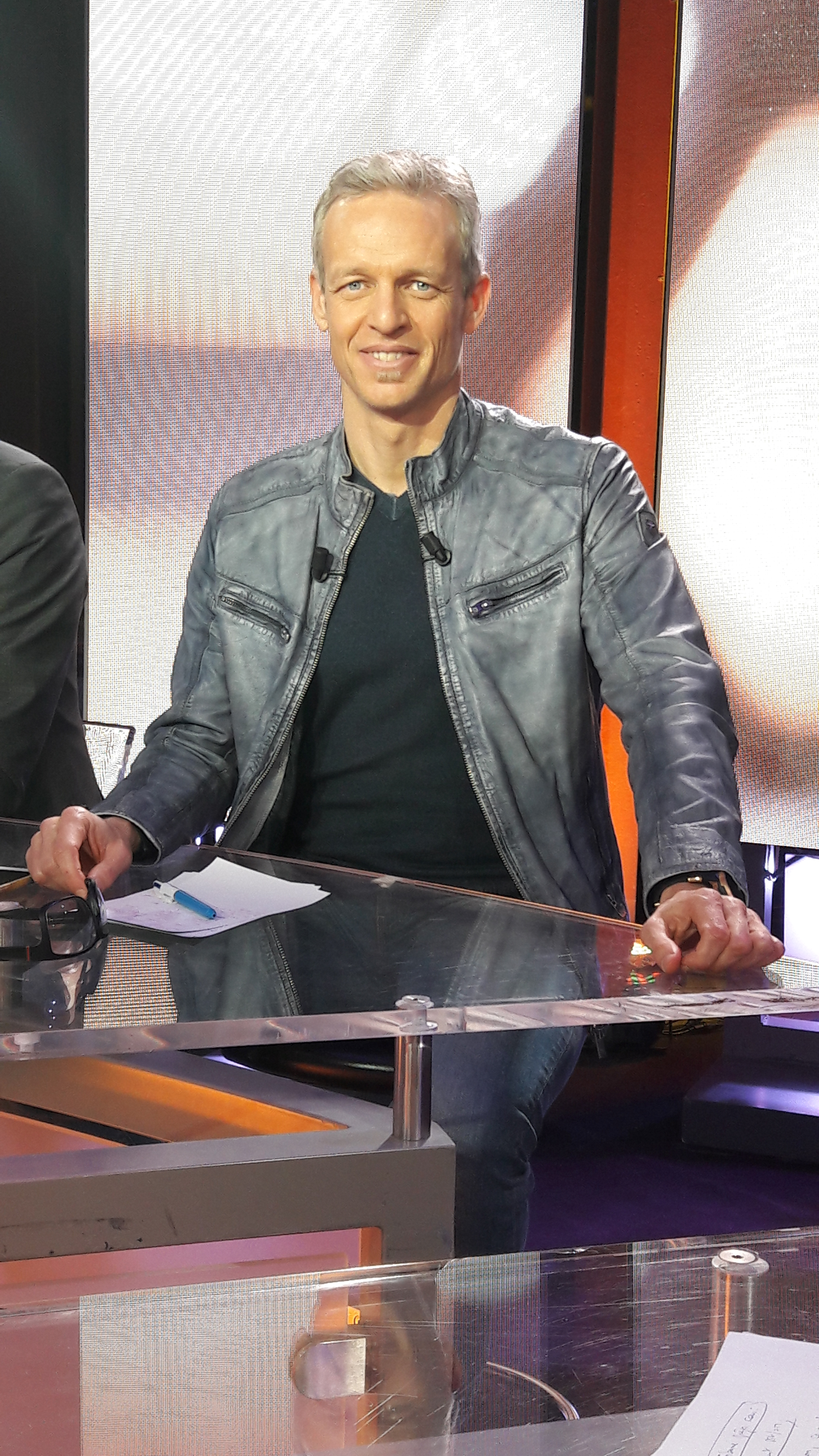
Bruno Irles propulse le Pau FC en Ligue 2 en 2020.

Le Pau FC commence la saison 2019-20 sur les chapeaux de roue, figurant en seconde place du classement à la neuvième journée, en dépit de l'avant-dernier budget de la division. Les pertes des deux joueurs majeurs prêtés la saison précédente sont compensés par de nouvelles arrivées en prêt. Scotty Sadzoute et Romain Bayard viennent complémenter l'équipe en place. Le Pau FC déniche des talents prometteurs dans le championnat du Sénégal : Yankuba Jarju, Moustapha Name, Lamine Gueye et Cheikh Sabaly rejoignent ainsi le club béarnais.
Rapidement, la saison prend un tournant historique pour les soixante ans du club, puisque l'équipe est leader à la trêve.
Les palois effectuent un retour temporaire au Stade du Hameau, leur ancien antre pour un match de Coupe de France. Ils s'imposent sur le score de 3 à 2 après prolongations face aux Football Club des Girondins de Bordeaux. Cette affiche attire 15 668 spectateurs au stade, établissant un nouveau record d'affluence.
Le tour suivant voit le Pau FC affronter le PSG dans un Hameau comble, soit 16 707 personnes, établissant un nouveau record d'affluence. 60 000 demandes de billets sont formulées en ligne.
L'avant match est marqué par une avalanche de critiques de la presse parisienne envers l'état de la pelouse,,,,.
Le Pau FC s'incline sur le score de 2 à 0, avec une équipe largement remaniée dans le but de privilégier le championnat et d'assurer une montée historique. Pour Joël Lopez, directeur sportif « Il y avait mieux à faire, mais pour notre coach, la Coupe de France, c’était comme des matchs amicaux. C’était frustrant, car on ne s’est pas donné les moyens de faire mieux. ».
Cette saison historique est brutalement interrompue par la pandémie de Covid, alors que le club est leader et en position d'accéder à la Ligue 2 pour la première fois de son histoire. Disposant de l'avant-dernier budget de Championnat National 2019-2020, Bruno Irles, avec pour adjoint Dado Pršo, parvient à décrocher une montée historique en Ligue 2 2020-2021,. Le titre de Champion de National, compétition administrée par la FFF, ne lui est toutefois pas officiellement attribué, à la différence de ce qui fut pratiqué en Ligue 1 et Ligue 2, compétitions gérées par la LFP.

#### Découverte du monde professionnel (2020-2023)

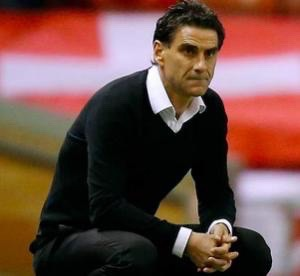
Didier Tholot entraîne le Pau FC de 2020 à 2023.

Le Pau FC se sépare du binôme Irles - Prso à l'intersaison, et Didier Tholot est nommé à la tête de l'équipe première,. Pour sa première saison en Ligue 2, le Pau FC a pour ambition d'assurer un maintien rapide en dépit d'un budget de 6,5 millions d'euros, le plus petit de la division. Le début de saison est laborieux et l'équipe est relégable à la trêve, mais le Pau FC réalise une seconde partie de championnat exceptionnelle et termine la saison à une brillante 14e place.
Le club obtient le plus haut classement de son histoire lors de la saison 2021-2022, avec une place de dixième, et le football se fait une place dans le paysage sportif de la ville. Conséquence de cette bonne saison, Didier Tholot est nommé pour le trophées UNFP du Meilleur Entraîneur de Ligue 2.
L'avant-saison 2022-2023 marque un changement de cap dans la politique sportive du club. Joël Lopez confirme en effet que le club ne privilégiera plus les prêts de joueurs.
Le club réalise une vente record de 0,5 million d'euros avec la cession de Samuel Essende à Caen, et voit des joueurs cadres depuis l'accession en L2 quitter le navire : Quentin Daubin, Victor Lobry ou encore Romain Armand.
Le club se veut ambitieux et se tourne vers l'international pour son recrutement, avec la venue de Nguyễn Quang Hải depuis le Hanoi FC ou de Diyaeddine Abzi depuis le York United FC au Canada.
Le transfert de Quang Hai Nguyen fait exploser la popularité du club sur les réseaux sociaux en Asie. Pour sa troisième saison professionnelle, le Pau FC est notamment victime de la diffusion de marchanding contrefait sur le marché asiatique. Durant le mercato d'hiver, le Pau FC cède son gardien Alexandre Olliero au Stade de Reims, dans le cadre d'un transfert record pour le club.

#### Balles Neuves (2023-)
Après un maintien obtenu dans la difficulté, le président Laporte-Fray fait le constat d'une fin de cycle.
Ainsi, au début de la saison 2023-2024, le Pau FC entame une nouvelle ère avec des changements majeurs dans son organigramme, à la suite du maintien en Ligue 2. Le président Bernard Laporte-Fray décide de restructurer le club, nommant son fils Yann directeur général, Luis de Sousa directeur sportif, et Nicolas Usaï comme entraîneur. Le club se concentre sur le maintien en Ligue 2, en professionnalisant ses méthodes de travail et en améliorant ses infrastructures, tout en renforçant l'effectif avec des recrues stratégiques.
Les départs de l'entraîneur Didier Tholot et du directeur général Joël Lopez ont été officialisés, marquant ainsi la fin d'une période et le début d'un renouveau. Des rumeurs font état de dissentions au sein de la direction depuis le transfert au mercato d'hiver d'Alexandre Olliero au Stade de Reims, acté malgré les réticences du tamdem Tholot-Lopez. De plus, le président Laporte-Fray a annoncé la signature d'un partenariat avec les voisins de la SD Huesca. Or, le club haut-aragonnais est réputé pour sa connaissance du marché des transferts au football, répérant des joueurs peu connus afin de les mettre en valeur et de se maintenir au plus haut niveau du football espagnol.
Malgré un mercato agité avec de nombreux départs et arrivées, notamment celle de Moussa Sylla, qui devient le meilleur buteur et passeur de la saison, le club a connu une saison stable sur le plan sportif terminant à la dixième place du classement, tout en professionnalisant ses méthodes et en améliorant ses infrastructures, notamment avec le projet d'extension du Nouste Camp.
La saison 2024-2025 du Pau FC, la cinquième consécutive en Ligue 2, est marquée par un contexte économique contraint, obligeant le club à recentrer ses efforts sur le maintien. Avec un budget réduit de 20 % en raison de la baisse des droits TV, Pau a opéré un recrutement prudent, misant sur le rajeunissement de son effectif. Parmi les nouvelles recrues, Taïryk Arconte devient le transfert le plus coûteux de l'histoire du club. Malgré le départ de joueurs clés comme Henri Saivet et Moussa Sylla (transfert record du club vers le FC Schalke 04), l'équipe, toujours dirigée par Nicolas Usaï et renforcée par des jeunes talents, se prépare à obtenir un maintien rapide.

## Identité du club

### Surnom
Le surnom des joueurs est Les Maynats,,,, du béarnais mainat.

### Logos
Le FC Pau a dévoilé son premier blason lors de sa création en 1959. En 1961, une nouvelle liste dissidente dirigée par René Lanusse a conduit à l'adoption des couleurs jaune et bleu, ainsi qu'à la création d’un nouveau logo inspiré de celui de la ville de Pau. Ce blason de 1961 est considéré comme l'emblème historique du club, utilisé pendant 30 saisons consécutives.
Au fil des années, le club est resté fidèle à son logo d'origine, à l'exception des années 1990 où des logos mettant en avant la fontaine Alfred de Vigny ont été utilisés.
En 2009, un nouveau blason a été créé sous la présidence Lopez, mettant en avant la couronne d'Henri IV et le "Bèth cèu de Pau" (Beau ciel de Pau en béarnais), ainsi que le Boulevard des Pyrénées et la date de fondation en 1959.
Après le retour de Bernard Laporte-Fray en 2011, le club change de nouveau de blason, adoptant un design épuré. Puis, à l'occasion de son accession au monde professionnel, le club a retiré la devise "Vaincre ou sourire" de ses supports de communication.
En mai 2022, le club dévoile un nouveau logo afin de moderniser son identité visuelle. Tout en préservant les symboles emblématiques tels que la couronne d'Henri IV, les trois pieux à l'origine du nom de la ville et le paon, ce nouveau logo intègre habilement des éléments évoquant les vaches béarnaises et le Pic du Midi d'Ossau. La présence du paon dans le logo est un exemple d'armes parlantes car en béarnais, le mot pau, signifiant pieu et qui a donné son nom à la ville, ainsi que le mot "paon", se prononcent de manière identique : ['paw] .
Le nouveau logo met en avant une nouvelle date de fondation du club en 1995, qui est supposée marquer la refondation du club sous le nom de Pau Football Club, à la suite de la liquidation judiciaire du FC Pau.

Blasons du Pau FC de 1959 à nos jours
1995 - 2008
2009 - 2011
2011 - 2020
2020 - 2022
2022 -

Boulevard des Pyrénées et vue sur les Pyrénées
Blason de Pau
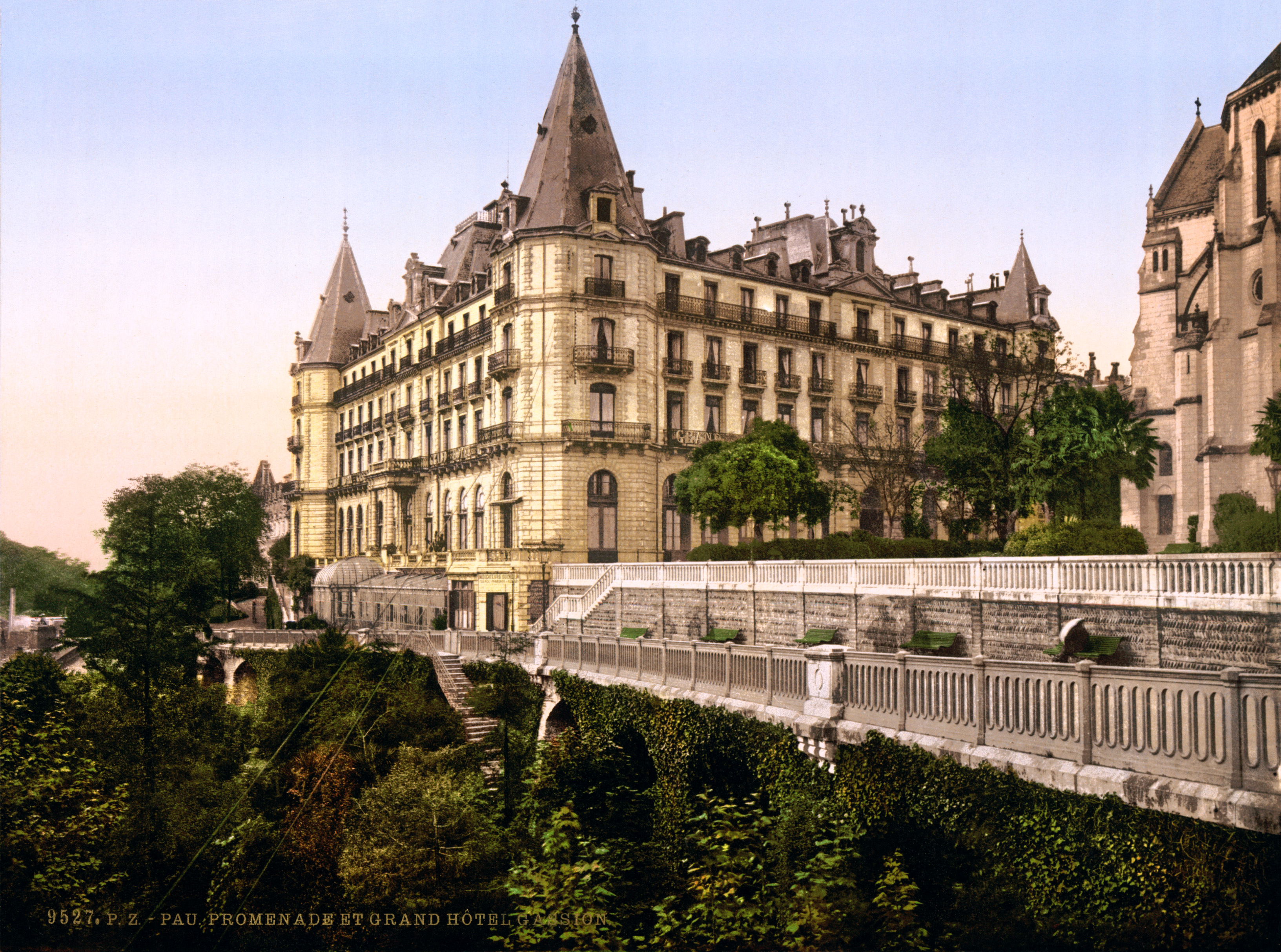
Boulevard des Pyrénées.
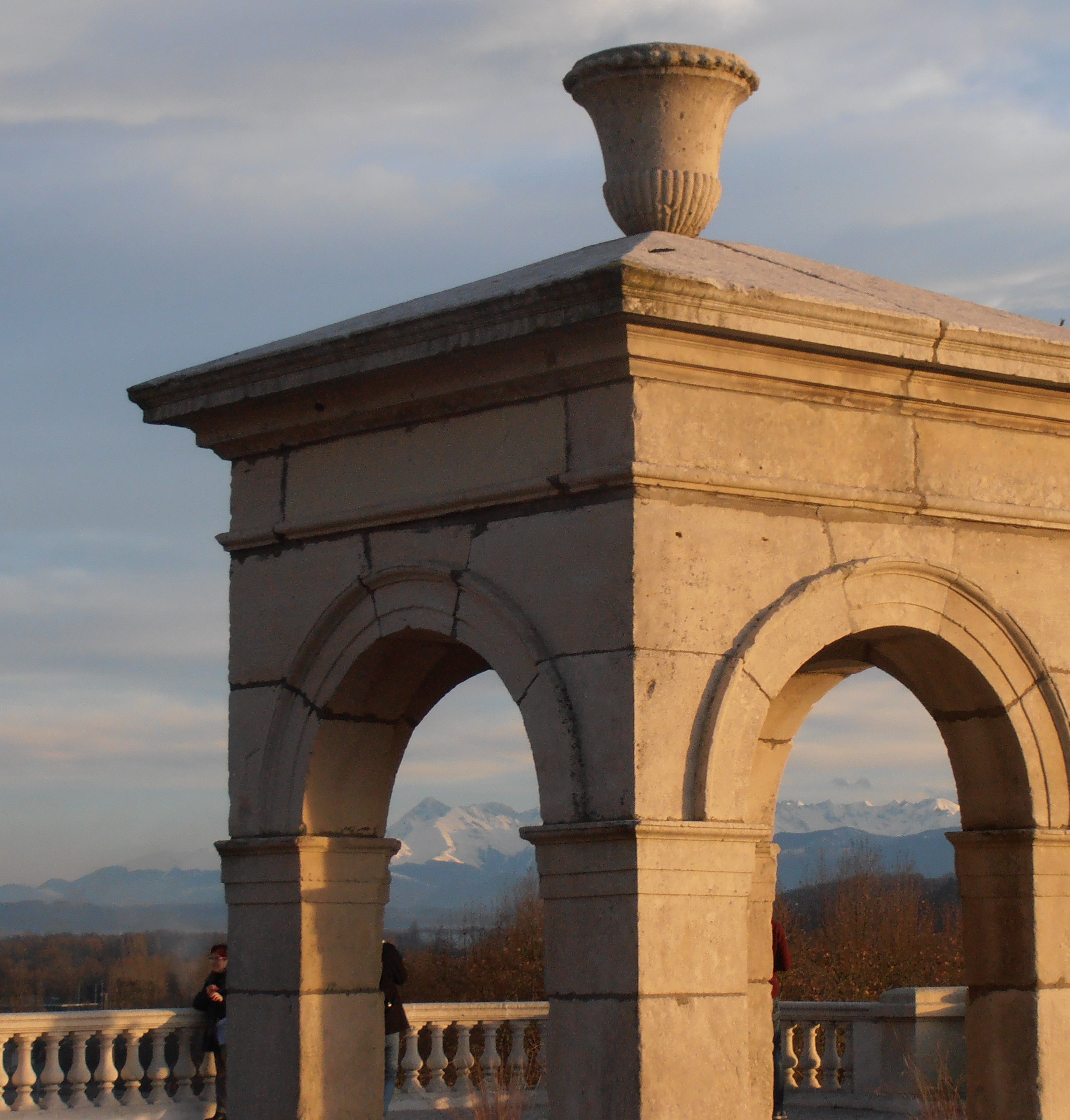
Fontaine de Vigny, inspiration du logo de 1995 à 2008
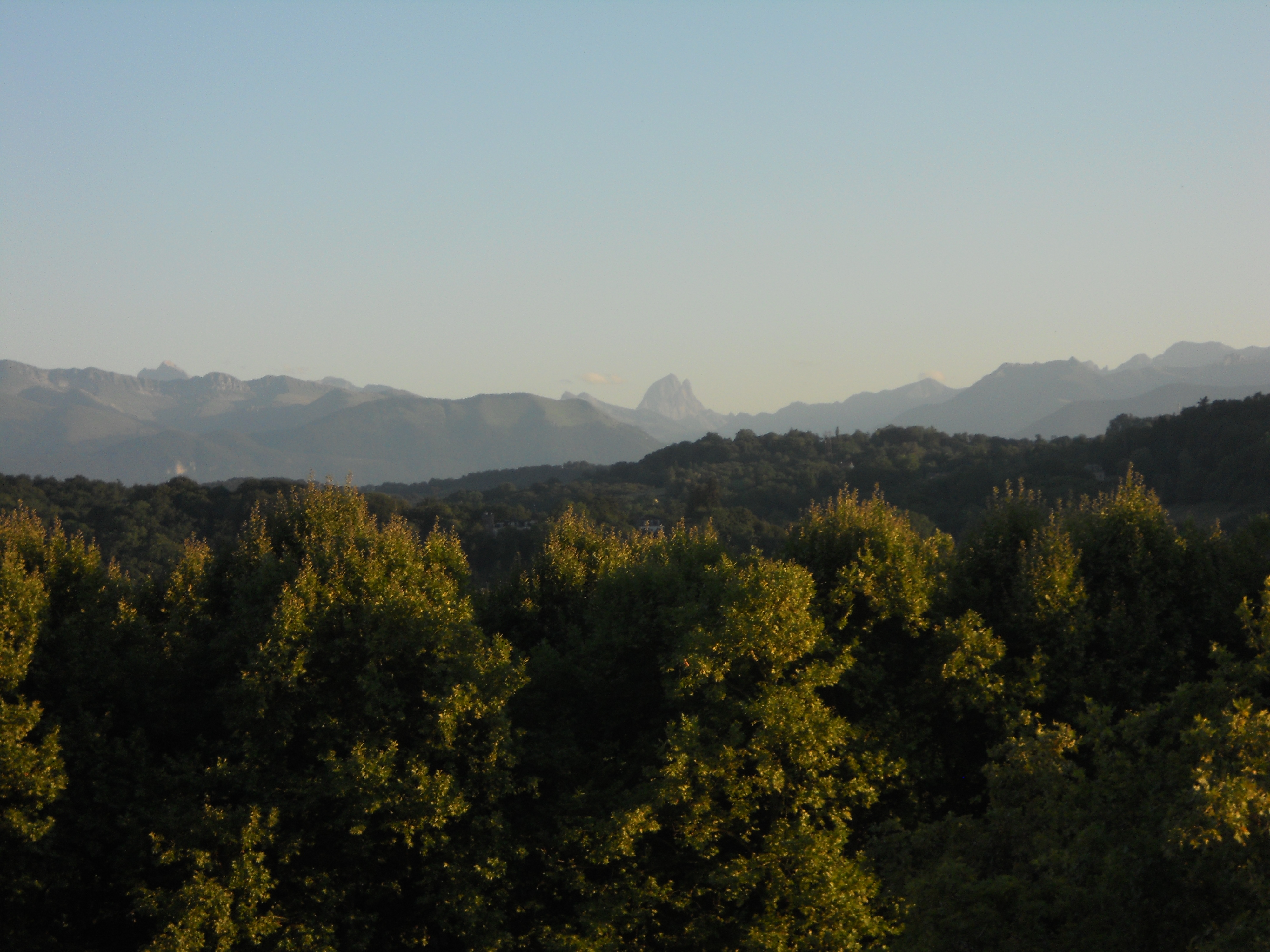
Vue sur les Pyrénées depuis Pau.
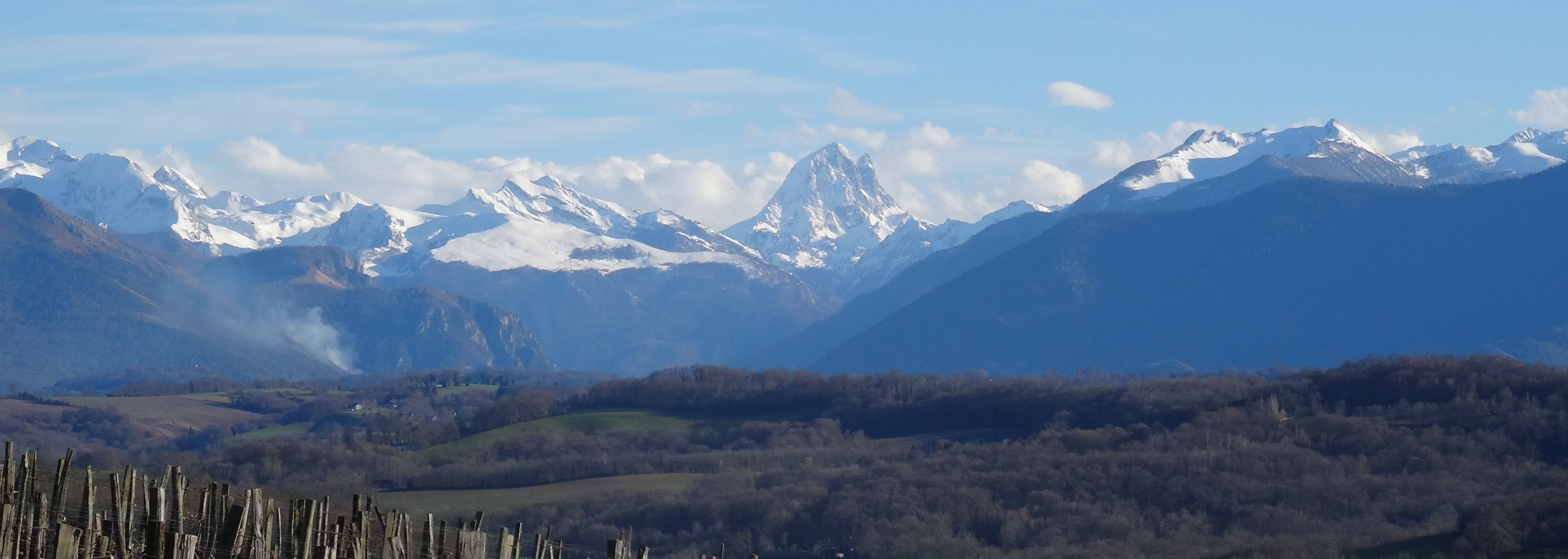
Pic du Midi d'Ossau, emblème de la ville et du club

### Couleurs
Le Pau FC arbore les couleurs jaune, couleur des armoires du Béarn et le bleu du « Bèth Cèu de Pau » présent sur les armoires de la capitale béarnaise.
Les couleurs originelles des Bleuets de Notre-Dame étaient le bleu et le blanc, que le nouveau FC Pau conserve deux années de rang après sa création. Cependant, après la prise de pouvoir de la liste dissidente de René Lanusse en 1961, le FC Pau adopte les couleurs bleu et jaune, couleurs de la ville.
De 1991 à 1995, le nouveau président Pitoun impose un retour aux couleurs originelles des Bleuets, ciel et blanc.
Ces couleurs sont abandonnées en 1995 à la reprise du club par Bernard Laporte-Fray. Le club adopte alors une tenue à dominante jaune, maillots, shorts et chaussettes, identiques à celles du Football Club de Pau fondé par José Bidegain.

### Hymne
L'Encantada du groupe Nadau est diffusée avant les matches.

### Maillot
Durant les deux premières saisons du nouveau Football-Club de Pau, le club conserve les couleurs historiques des Bleuets, le bleu et blanc.
Ainsi, le premier maillot du FC Pau en 1959 est blanc avec short bleu et bas bleu. Le second maillot la saison suivante est intégralement bleu avec short bleus et bas bleus.
À partir de 1961-1962, le FC Pau adopte les couleurs jaune et bleu.
En 1966-1967, le club se dote d'un maillot à rayures verticales bleu et jaune, qui sera conservé pour deux saisons. Ce maillot iconique correspond cependant à une période creuse dans l'histoire du club. Les années 1970 et 1980 voient le club évoluer avec un maillot jaune avec short bleu et bas bleu. De 1991 à 1995, Alain Pitoun remplace le maillot jaune et bleu par un ensemble inspiré des couleurs originelles des Bleuets, ciel et blanc.
Ces couleurs sont abandonnées en 1995 à la reprise du club par Bernard Laporte-Fray. Le club adopte alors une tenue à dominante jaune, maillots, shorts et chaussettes, identiques à celles du Football Club de Pau fondé par José Bidegain.
Les couleurs jaune et bleu n'ont pas changées depuis cette date, même si le bleu roi a connu des variations de teintes, allant du ciel jusqu'à des teintes tirant sur le violet.
| \| \| 1959-1961 \| 1961-1964 \| 1959-1961 \| 1966-1969 \| 1970-1991 \| 1991-1995 \| \| \| 1995-2011 \| 2011-2013 \| 2013-2014 \| 2020-2021 \| 2021-2022 \| 2022-2023 \| 2023-2024 \| 2024-2025 \| |           |           |           |           |           |           |           |
| | 1959-1961 | 1961-1964 | 1959-1961 | 1966-1969 | 1970-1991 | 1991-1995 |           |
| 1995-2011 | 2011-2013 | 2013-2014 | 2020-2021 | 2021-2022 | 2022-2023 | 2023-2024 | 2024-2025 |

| \| \| 2021-2022 \| 2022-2023 \| 2023-2024 \| 2024-2025 \| |           |           |           |           |
|                                                           | 2021-2022 | 2022-2023 | 2023-2024 | 2024-2025 |

| \| \| 2020-2021 \| 2021-2022 \| |           |           |
|                                 | 2020-2021 | 2021-2022 |

## Palmarès et résultats

### Chronologie
- 1920 : fondation du patronage des Bleuets de Notre-Dame[182].
- 1935 : premier championnat disputé par les Bleuets en District des Pyrénées.
- 1950 : titre de champion de France junior FSCF[11].
- 1950 : premier championnat en Ligue du Sud-Ouest.
- 1958 : neuf montées en dix saisons, accession au plus haut-niveau amateur: la Division Nationale.
- 1959 : retrait de l'évêché et fondation du Football-Club de Pau.
- 1965 : retrait de José Bidegain et retour en Ligue du Sud-Ouest.
- 1975 : lutte pour l'accession en Ligue 2.
- 1991 : présidence Pitoun et ambitions de montée en Ligue 2.
- 1993 : problèmes financiers et lutte pour la survie du club.
- 1995 : liquidation judiciaire, arrivée de Bernard Laporte-Fray et Joël Lopez; nouveau nom de Pau Football Club[183],[184].
- 1998 : consolidation en National, Troisième division[185].
- 2008 : relégation en National 2, Quatrième division.
- 2016 : retour en National, Troisième division.
- 2018 : pour la première fois de son histoire, le club dispose de son propre stade: le Nouste Camp.
- 2020 : montée en Ligue 2.

### Palmarès
| Compétitions nationales | Compétitions régionales |
| --- | --- |
| Championnats - Championnat de France D3 (Division 3) - Vainqueur de groupe : 1993 - Championnat de France D4 (CFA) - Vainqueur de groupe : 1998 et 2016 Coupes - Coupe de France - Meilleure performance : 8e de finale (1992, 1993, 1998 et 2020) | Championnats - Division d'Honneur d’Aquitaine - Champion : 1968, 1998 rés. et 2016 rés. Coupes - Coupe d’Aquitaine - Vainqueur : 1984, 1996 et 2011 |

## Personnalités du club

### Présidents
Le tableau ci-dessous dresse la liste des différents présidents du club palois au cours de son histoire.
|      | \| Rang \| Nom \| Période \| \| ---- \| ------------------------- \| ----------- \| \| 1 \| Albert Lille \| 1932-1958 \| \| 2 \| José Bidegain [186] \| 1959-1962 \| \| 3 \| James Chambaud[187] \| 1962-1975 \| \| 4 \| Pierre Clède[188] \| 1975-1991 \| \| 5 \| Alain Pitoun[189] \| 1991-1994 \| \| 6 \| Albert Sadoun[190] \| 1994-1995 \| \| 7 \| Bernard Laporte-Fray[191] \| 1995-2001 \| \| 8 \| Jacques Le Coadou \| 2001-2004 \| \| 9 \| Joël Lopez[175] \| 2005-2010 \| \| 10 \| Bernard Laporte-Fray[77] \| Depuis 2010 \| |             |
| Rang | Nom | Période     |
| 1    | Albert Lille | 1932-1958   |
| 2    | José Bidegain | 1959-1962   |
| 3    | James Chambaud | 1962-1975   |
| 4    | Pierre Clède | 1975-1991   |
| 5    | Alain Pitoun | 1991-1994   |
| 6    | Albert Sadoun | 1994-1995   |
| 7    | Bernard Laporte-Fray | 1995-2001   |
| 8    | Jacques Le Coadou | 2001-2004   |
| 9    | Joël Lopez | 2005-2010   |
| 10   | Bernard Laporte-Fray | Depuis 2010 |

### Entraîneurs
Le tableau ci-dessous dresse la liste des différents entraîneurs du club palois au cours de son histoire. Depuis sa création en 1959, le Pau FC a été dirigé par 28 entraîneurs, soit une moyenne de 2 ans par entraîneur. Trois d'entre eux ont été entraîneurs à deux reprises (Paul Escudé, Marc Lévy et David Vignes). Les entraîneurs qui sont restés le plus longtemps en poste de manière continue sont Paul Escudé  (9 ans : 1981-1990), et David Vignes (2007-2010 et 2014-2018). Seuls quatre entraîneurs ont enchaîné plus de trois saisons consécutives depuis la création du club: Paul Escudé, David Vignes, Jo Lopez et Jean-Pierre Altuzarra. Le Pau FC a par ailleurs connu trois entraineurs étrangers : le Hongrois Bela Herczeg, le Yougoslave Slavoljub Muslin et l'Italien Raffaele Novelli.
Didier Tholot (2020-2023) et Nicolas Usaï sont les deux entraîneurs ayant coaché le Pau FC au niveau professionnel. Tholot a dirigé un total de 114 matchs en Ligue 2, pour un bilan de 37 victoires (32,46 %), 29 matchs nuls (25,44 %) et 48 défaites (42,11 %). En moyenne, l'équipe a accumulé 1,23 point par match, inscrivant 123 buts (1,08 par match) tout en concédant 150 buts (1,32 par match).
| Rang | Nom                                   | Période   |
| ---- | ------------------------------------- | --------- |
| 1    | Bela Herczeg                          | 1959-1961 |
| 2    | Guy Paternotte                        | 1961-1963 |
| 3    | Joseph Lopez                          | 1963-1969 |
| 4    | Jacky Cornuel                         | 1971-1973 |
| 5    | René Lanusse                          | 1973-1975 |
| 6    | Jean-Pierre Altuzarra                 | 1976-1980 |
| 7    | Jacques Foix                          | 1980-1981 |
| 8    | Paul Escudé (en) (1re)                | 1981-1990 |
| 9    | Robert Péré-Escamps / Marc Lévy (1re) | 1990-1991 |
| 10   | Jean Gallice                          | 1990-1991 |

| Rang | Nom                         | Période   |
| ---- | --------------------------- | --------- |
| 12   | Paul Escudé (en) (2d)       | 1991-1992 |
| 13   | Slavoljub Muslin            | 1992-1995 |
| 14   | René Girard                 | 1996-1997 |
| 15   | Pascal Plancque             | 1998-1999 |
| 16   | Joël Lopez                  | 1999-2002 |
| 17   | William Dymant              | 2002-2003 |
| 18   | Jean-Marc Ferratge          | 2003-2004 |
| 19   | Marc Lévy (2d)              | 2004-2006 |
| 20   | Jean-Luc Girard             | 2006-2007 |
| 21   | David Vignes (en) (1re)     | 2007-2010 |
| 22   | Jacques-Olivier Paviot (en) | 2010-2010 |

| Rang | Nom                    | Période   |
| ---- | ---------------------- | --------- |
| 23   | Robert Buigues         | 2011-2012 |
| 24   | Laurent Strzelczak     | 2012-2014 |
| 25   | David Vignes (en) (2d) | 2014-2018 |
| 26   | Raffaele Novelli       | 2018-2019 |
| 27   | Bruno Irles            | 2019-2020 |
| 28   | Didier Tholot          | 2020-2023 |
| 29   | Nicolas Usaï           | 2023-     |

### Joueurs emblématiques
Icône du Pau FC, Paul Escudé, en tant que joueur puis entraîneur, est incontestablement une des figures majeures du club, un gentleman qui inspirait le respect à ceux qui le côtoyèrent. La ville de Pau a inauguré un stade portant son nom après son décès en 1998.
Bernard Laporte-Fray, ancien joueur devenu président en 1995, a réussi là où ses prédécesseurs ont échoué en faisant accéder le club au niveau professionnel. Joël Lopez, une autre légende du club en tant que joueur, consolide son statut lors de cette accession au monde professionnel.
Denis Baylac, un des meilleurs buteurs avec huit saisons sous le maillot palois, est également une icône du club. Il est souvent interviewé par les médias nationaux lors des matchs les plus médiatisés.
Édouard Cissé, malgré sa carrière professionnelle réussie, est resté profondément attaché à son club formateur et a tenu une chronique régulière sur le site internet après son transfert au PSG. Son nom a été mentionné à plusieurs reprises pour un poste dans l'organigramme du club, et en 2021, des rumeurs d'un investissement de Cissé dans le club ont refait surface.
Dominique Vésir, formé à la JAB de Pau, a terminé sa carrière en tant que capitaine sous la direction de Paul Escudé.
De nombreux joueurs de renom ont également porté le maillot des « Maynats », tels que Billy Thompson, milieu de terrain américain, Xavier Gravelaine, attaquant français, Sékana Diaby de Côte d'Ivoire, Arthur Demirdjian, défenseur international arménien, André-Pierre Gignac, attaquant international, Tino Costa, international argentin, ainsi que les internationaux camerounais Aurélien Chedjou et Dany Nounkeu.
En outre, Claude Lowitz, Patrick Cubaynes et Samuel Boutal ont tous évolué sous le maillot palois, tout comme Pascal Plancque, qui a ensuite lancé sa carrière d'entraîneur. Depuis le retour du club en National, Vincent Thill et Quentin Boisgard ont également joué pour le club.
Depuis l'accession en Ligue 2 en 2020, Henri Saivet est la star incontestée du recutement palois. Nguyễn Quang Hải, Victor Lobry, Quentin Daubin, Stefan Bajic et Denis-Will Poha ont tous porté le maillot béarnais.

#### Nombre de matches disputés
L'ex-portier palois Jacques Leglib est le joueur le plus capé sous le maillot du Pau FC avec 369 apparitions, suivi de près par Julien Labat et Nicolas Cami avec 326 et 252 matchs. Erwin Koffi est le premier palois à dépasser la barre des 100 matches avec le maillot des Maynats en Ligue 2.
| Rang | Nom                 | Matchs | Carrière au club |
| ---- | ------------------- | ------ | ---------------- |
| 1    | Jacques Leglib      | 369    | 1995 - 2013      |
| 2    | Julien Labat        | 326    | 1998 - 2013      |
| 3    | Nicolas Cami        | 252    | 2002 - 2013      |
| 4    | Jean Pascual        | 223    | 1980 - 1992      |
| 5    | Omar Belbachir (en) | 222    | 1995 - 2003      |
| 6    | Denis Baylac        | 217    | 1995 - 2003      |
| 7    | Hervé Loustaunau    | 209    | 1979 - 1990      |
| 8    | Robert Péré-Escamps | 208    | 1978 - 1990      |
| 9    | Laurent Bédani      | 201    | 1996 - 2005      |
| 10   | Joël Lopez          | 195    | 1979 - 1993      |

#### Nombre de buts inscrits
Le meilleur buteur de l'histoire du club est l'attaquant français Joël Lopez, avec 77 réalisations. Le second est Michel Sanchez (en) avec 71 buts, puis Hervé Loustaunau avec 65 buts et Denis Baylac avec 63 buts.
| Rang | Pays | Nom                 | Buts | Matchs | Carrière au club |
| ---- | ---- | ------------------- | ---- | ------ | ---------------- |
| 1    |      | Joël Lopez          | 77   | 195    | 1979 - 1993      |
| 2    |      | Michel Sanchez (en) | 71   | 106    | 1994 - 1997      |
| 3    |      | Hervé Loustaunau    | 65   | 209    | 1979 - 1990      |
| 4    |      | Denis Baylac        | 63   | 218    | 1995 - 2003      |
| 5    |      | Jean Pascual        | 39   | 223    | 1980 - 1992      |
| 6    |      | Samuel Boutal       | 36   | 72     | 1992 - 1994      |
| 7    |      | Hicham M'Laab (en)  | 35   | 184    | 2004 - 2015      |
| 8    |      | Pierre Aristouy     | 31   | 87     | 2006 - 2009      |
| 9    |      | Patrick Liquet      | 31   | 93     | 1982 - 1986      |
| 10   |      | Xavier Bécas        | 30   | 185    | 1997 - 2013      |

### Joueurs formés au club

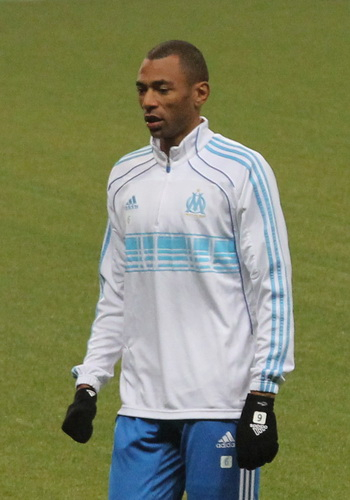
Edouard Cissé est formé au Pau FC.

Parmi les joueurs formés au club, Julien Escudé, fils de Paul Escudé, est l'un des anciens palois les plus célèbres, ayant joué pour l'Ajax Amsterdam et le Sevilla Fútbol Club. Un autre joueur de renommée internationale formé au club est l'ex-milieu  Édouard Cissé. Depuis sa retraite, Cissé a plusieurs fois tenté de s'investir dans le club de ses débuts et affirme que la ville mérite un club de Ligue 2. Vincent Laban, fils d'un ancien joueur de la Section paloise, a joué dans les équipes de jeunes du Pau FC avant de devenir international chypriote en 2012.
André Altuzarra et Paul Escudé, internationaux juniors, ont également été formés au club.
Parmi les joueurs en activité passés par le centre de formation, Adrien Rabiot a évolué avec les équipes de jeunes du Pau FC avant de rejoindre le PSG. Des joueurs professionnels confirmés tels que Sébastien Chabbert, Gaëtan Belaud et David Jaureguiberry ont également évolué en jeunes au Pau FC.
Les tennismen Nicolas Escudé et Jérémy Chardy ont également évolué en jeunes au club,.
Enfin, Mathieu Lacome, ancien défenseur central du club, est aujourd'hui responsable de la performance au Parma Calcio 1913, se concentrant sur l'amélioration des performances grâce au Big Data et à l'Intelligence Artificielle. Il a précédemment occupé des fonctions similaires au PSG et a été un des pionniers de l'utilisation du GPS et du Big Data dans le rugby à XV, en charge de l'analyse statistique pour le XV de France,.

## Effectif

### Effectif professionnel
En grisé, les sélections de joueurs internationaux chez les jeunes mais n'ayant jamais été appelés aux échelons supérieurs une fois l'âge-limite dépassé ou les joueurs ayant pris leur retraite internationale.

## Autres équipes

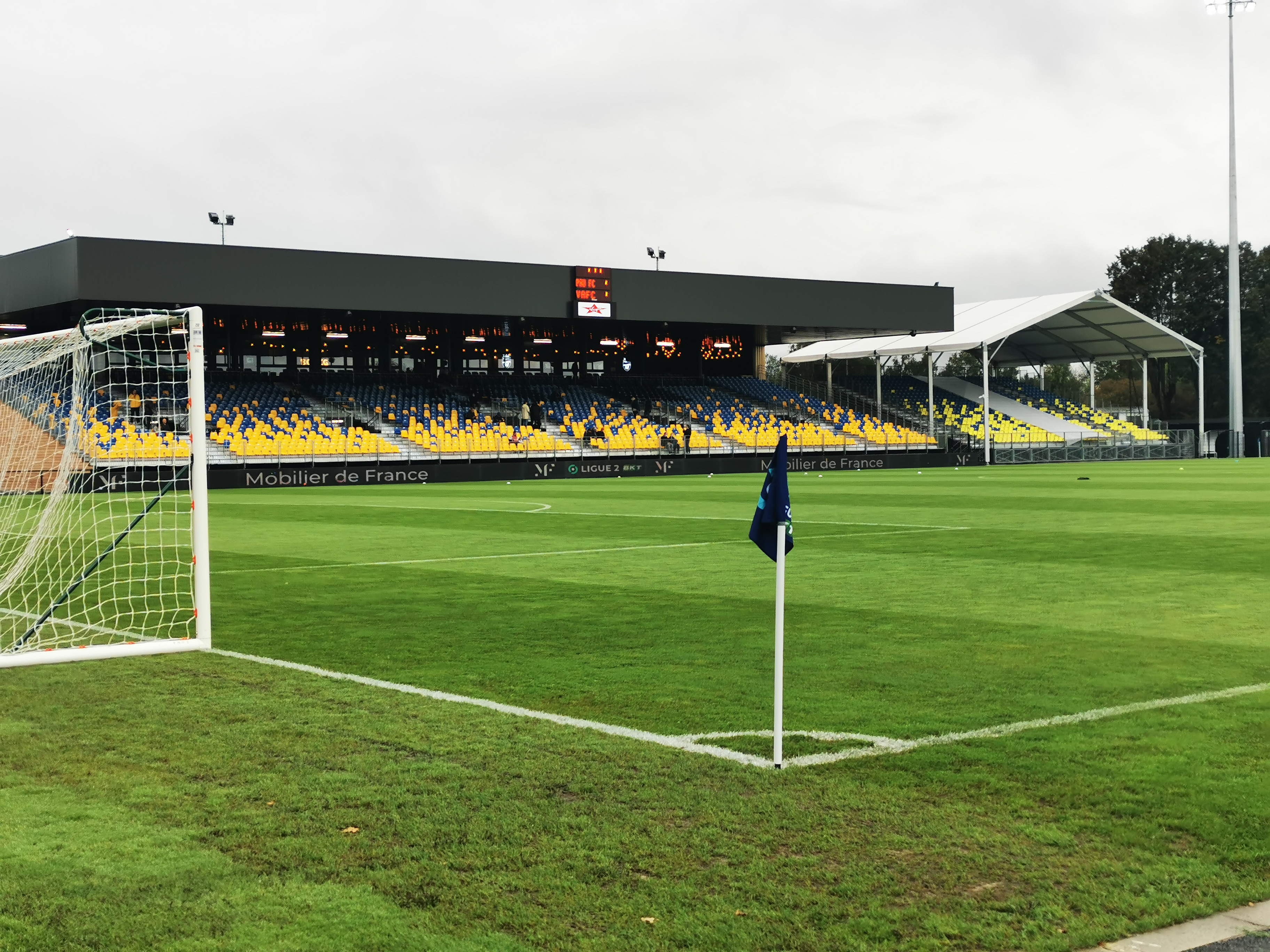
Le Nouste Camp, le stade du Pau Football Club

### Équipe réserve
L'équipe réserve évoluant en National 3 est dirigée par Bruno Rohart depuis la saison 2024-2025.

### Sections jeunes
Depuis l'accession du Pau FC au monde professionnel, les équipes de jeunes du club ne cessent de se structurer. L'objectif fixé est d'avoir 80% de joueurs formés au club, afin de conserver l'identité.
Lors de la saison 2022-2023, les U18 atteignent les demi-finales de la Coupe Gambardella. Ils éliminent en quart de finale l'Olympique lyonnais, tenant du titre, devant 2 235 personnes au Nouste Camp.

### Section féminine
La section féminine voit le jour en 2014. L'équipe première évolue en Régional 1 Nouvelle-Aquitaine et ambitionne de monter en deuxième division avant 2025,. À l'initiative de Rafa Macias, éducateur réputé et formateur reconnu, qui dresse le bilan d'une augmentation constante du nombre de jeunes filles au sein des effectifs du club, un pôle féminin voit le jour au sein du club et compte désormais jeunes filles et femmes. Le Pau FC doit faire face à un concurrent local redoutable, avec les footballeuses de l’ASMUR (AS Mazères-Uzos-Rontignon), évoluant en Régional 1. Les Asmuriennes flirtent depuis le début des années 2020 avec une accession en Division 2 et enchainent les épopées en Coupe de France.

## Structures du club

### Structures sportives

#### Nouste Camp
Le Pau FC dispose depuis le 14 septembre 2018 d'un stade destiné au football, le Nouste Camp. D'une capacité de 3 791 places assises, après sa rénovation de 2021, le Nouste Camp vient régler des problèmes chroniques d'infrastructures pour le club et l’ensemble du football palois. Le Pau FC partageait en effet le Stade du Hameau avec la Section Paloise, depuis l'abandon du stade de l’Ousse-des-Bois. Ce partage avait des conséquences néfastes sur la vie du club, qui ne pouvait s’approprier les lieux et rassembler sur un même site toutes ses équipes.

#### Stades antérieurs
Le Pau Football Club a utilisé plusieurs stades au fil des années, et notamment l'ancien « stade Pedeutour », situé sur les rives de l'Ousse des Bois, rénové dans les années 1960 et rebaptisé Stade de l'Ousse des Bois. Cependant, ce complexe s'est rapidement détérioré et est devenu une enceinte maudite pour le club. Après la refondation du club sous le nom de Pau Football Club, l'équipe a alterné entre le Stade du Hameau, partagé avec la Section paloise, et le stade de l'Ousse des Bois, lors d'une période difficile après la relégation en championnat amateur.

##### Stade des Bleuets
De 1959 à 1968, le FC Pau a joué ses matchs à domicile dans le stade des Bleuets, également connu sous le nom de « stade de l'avenue de Buros ». Avant de devenir le FC Pau en 1959, l'équipe fanion des Bleuets de Notre-Dame évoluait déjà dans ce stade. Le stade des Bleuets, qui comprenait deux tribunes latérales, a été inauguré en 1953 et a été rénové rapidement pour les matchs de Coupe de France en 1958-1959.

##### Stade du Hameau

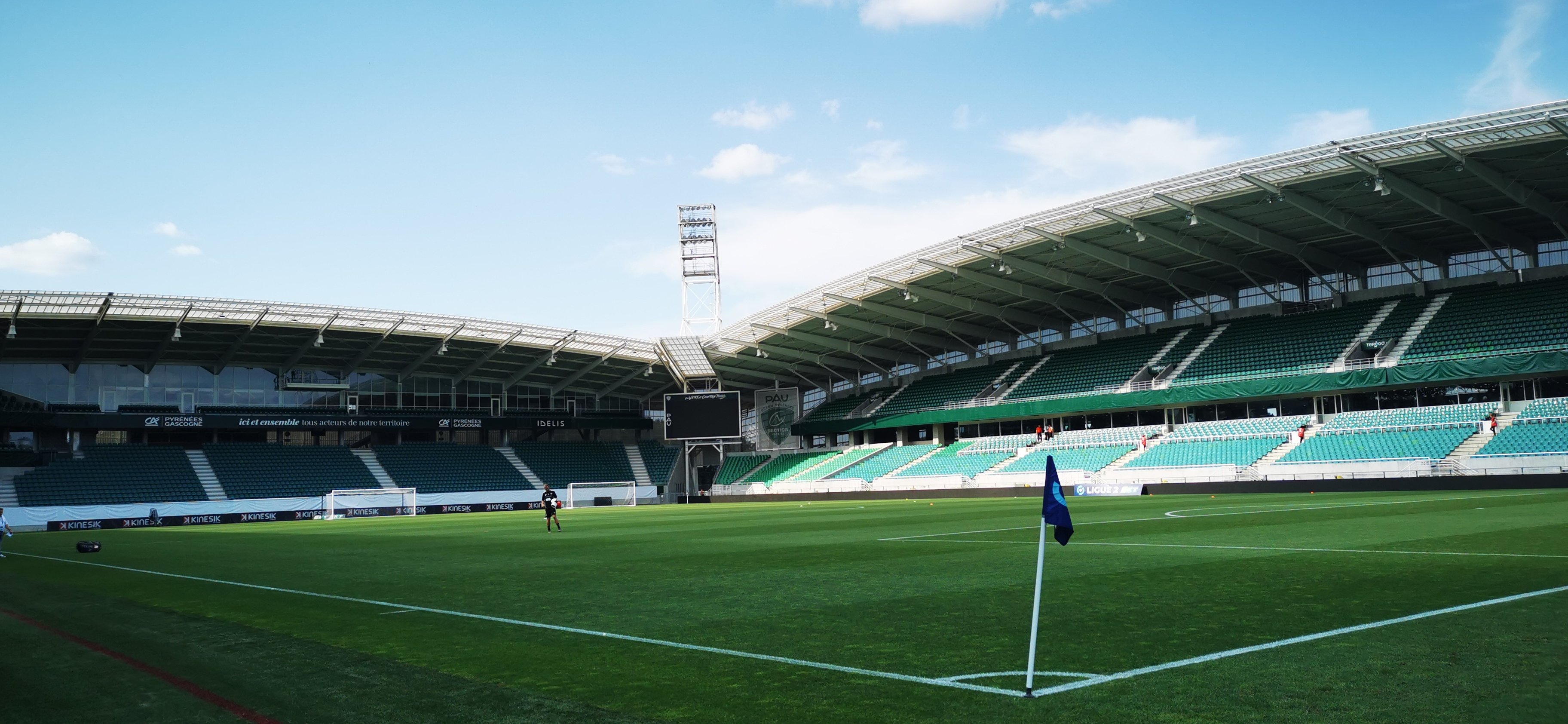
Le Stade du Hameau en août 2022.

Le stade du Hameau est le stade principal de la ville de Pau. Il a succédé au stade de la Croix-du-Prince et est actuellement utilisé par la Section paloise. Inauguré en 1949, il était à l'origine un stade à vocation militaire. Le FC Pau a été le premier club à s'y installer en 1960, mais a ensuite déménagé au stade de l'Ousse des Bois en 1968.
Depuis son accession en Ligue 2, le Pau FC a évolué temporairement au stade du Hameau, entièrement rénové en 2017, le temps des travaux de mise en norme du Nouste Camp.

##### Stade de la Croix-du-Prince

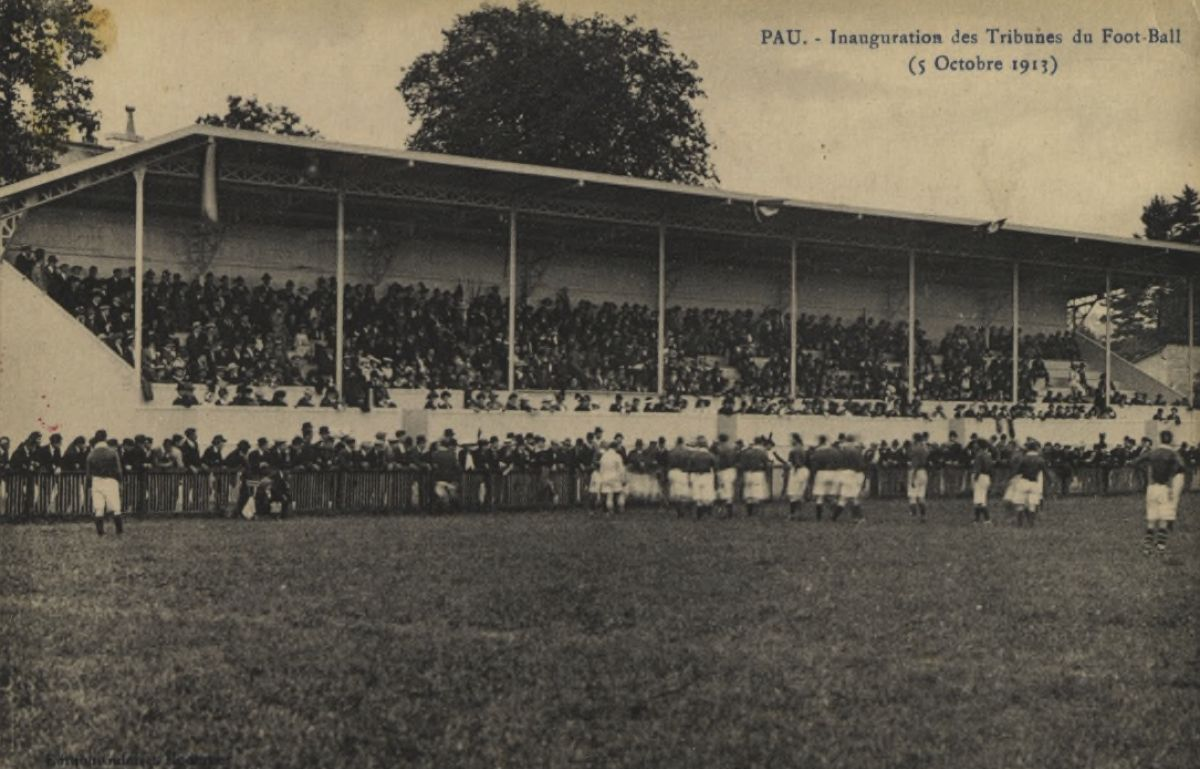
Stade de la Croix du Prince en 1913

Le stade de la Croix-du-Prince, construit en 1910 et inauguré en 1913, était le stade emblématique de la ville de Pau pour le rugby.
Le FC Pau a disputé quelques matchs dans ce stade historique, situé au coeur du quartier populaire du Quartier du 14-Juillet.
Ainsi, avant que la construction du Nouste Camp ne soit actée, une rénovation d'ampleur du stade de la Croix du Prince était la solution favorisée par le président Laporte-Fray afin de doter le Pau FC d'un stade qui lui soit propre. En dépit de l'atmosphère réputée chaude de ce vieux stade, qui avait les faveurs de la STUP, les coûts de rénovation se sont avérés trop élevés.
Les célèbres tribunes en bois ont finalement été détruites en 2019.

##### Stade de l'Ousse des Bois
Le stade Pedeutour a été construit sur les rives de l'Ousse des Bois par le club de rugby de l'ASOP en 1961-1962. La ville de Pau a ensuite acquis le stade pour le réaménager et le rendre accessible aux clubs locaux. Il a été inauguré en 1968 lors d'un match contre le Real Saragosse. Cependant, sa proximité avec un grand ensemble d'immeubles construit dans les années 1960 l'a rendu impopulaire parmi les habitants. Des problèmes d'incivilités ont été signalés, notamment des jets de pierres envers les jeunes joueurs. Il est devenu de plus en plus inadapté pour le football de haut niveau et a connu une affluence historiquement basse en 1990-1991 avec seulement 88 spectateurs. En 1991, le FC Pau a définitivement quitté le stade de l'Ousse des Bois pour s'installer au Hameau en compagnie de la Section Paloise. En 2013, le stade de l'Ousse des Bois a de nouveau accueilli des matchs du Pau FC en CFA, mais après l'abandon du projet de rénovation, il est maintenant utilisé comme centre d'entraînement par la Section Paloise,.

#### Centre d'entrainement

##### Seniors
Avant la construction du centre d'entrainement du Nouste Camp en 2022, l’équipe première était basée au « Camp Pissard Santarelli », un camp militaire qui, jusqu’en 1996, recevait l’État-Major de la 11e division parachutiste.

##### Los Maynats
« Los Maynats » est le nom donné à l'école de foot, qui signifie enfant en béarnais. Créée en 2008, cette structure a pour objectif de renforcer l'identité et la consonance béarnaise du club. Attaché à ses terres, le club met ainsi en avant sa volonté de voir évoluer des « Maynats » sous le maillot de l'équipe première. Un « Maynat », selon la graphie de Vastin Lespy et Paul Raymond, parfois orthographié « Mainat » voire « Maïnat » est un gamin en langue béarnaise.

##### Stade Paul Escudé
Les équipes de jeunes s’entraînent au stade Paul Escudé, inauguré en 2010, nommé en l'honneur d'une légende du football palois, Paul Escudé, père de Julien et Nicolas. Ce stade a été en 2010 le premier stade palois doté d'une pelouse artificielle, qui a été renouvelée en 2020 avec un revêtement de dernière génération à base de billes de liège. Des tribunes d’une capacité de 120 places, soit deux modules de soixante places avec emplacements PMR dédiés ont été installées en 2021. Le stade Paul Escudé est désormais homologué en catégorie 4 et utilisé par les six clubs membres de l’Union locale des clubs de foot palois.

### Structures extra-sportives

#### Siège
Le siège du Football-Club de Pau se trouvait à sa fondation en 1959 à l'Hôtel Beauséjour, sur le Boulevard des Pyrénées à Pau. Dans cet hôtel, la jeune Agatha Christie a appris le français entre 1897 et 1898, avec sa nurse béarnaise Marie Sigé, qui lui aurait légué un accent béarnais,.
Depuis 2016, les locaux du club sont installés au Nouste Camp.

## Aspects juridiques et économiques

### Aspects juridiques

#### Organigramme
Bernard Laporte-Fray est le président du Pau Football Club, et fils Yann Laporte-Fray est vice-président. Le directeur sportif est Luis de Sousa et l'entraineur de l'équipe professionnelle est Nicolas Usaï.

#### Statut juridique et légal
Le Pau Football Club est structuré en tant que SASP, dont l'adresse est Boulevard de l'Aviation 64000 Pau.

### Aspects économiques

#### Éléments comptables
| Saison |
| Budget |
| ------ |

| 1999-2000 | 2009-2010 | 2010-2011 | 2016-2017 | 2017-2018 | 2018-2019 | 2019-2020 | 2020-2021 | 2021-2022 | 2022-2023 | 2023-2024 | 2024-2025 | 2025-2026 |
| --------- | --------- | --------- | --------- | --------- | --------- | --------- | --------- | --------- | --------- | --------- | --------- | --------- |
| 6,5 MF    | 1 M€      | 1,2 M€    | 1,9 M€    | 1,65 M€   | 1,75 M€   | 1,8 M€    | 6,5 M€    | 6,5 M€    | 8 M€      | 8 M€      | 7,5 M€    | 7M€       |

#### Transferts
Le tableau ci-dessous récapitule les acquisitions et les plus grosses ventes de joueurs dans l'histoire du club.
| Rang | Pays | Nom             | Achat (€) | Provenance        | Saison    |
| ---- | ---- | --------------- | --------- | ----------------- | --------- |
| 1    |      | Ange Ahoussou   | 400 K€    | OGC Nice          | 2023-2024 |
| 2    |      | Taïryk Arconte  | 300 K€    | Stade brestois 29 | 2024-2025 |
| 2    |      | Moussa Sylla    | 300 K€    | SM Caen           | 2023-2024 |
| 4    |      | Thérence Koudou | 200 K€    | Stade de Reims    | 2024-2025 |
| 5    |      | Diyaeddine Abzi | 26 K€     | York United       | 2022-2023 |

| Rang | Pays | Nom               | Vente (€) | Provenance         | Saison    |
| ---- | ---- | ----------------- | --------- | ------------------ | --------- |
| 1    |      | Moussa Sylla      | 2,5 M€    | FC Schalke 04      | 2024-2025 |
| 2    |      | Thérence Koudou   | 1,2 M€    | KV Malines         | 2025-2026 |
| 3    |      | Antoine Mille     | 0,7 M€    | ESTAC              | 2025-2026 |
| 4    |      | Samuel Essende    | 500 K€    | SM Caen            | 2022-2023 |
| 5    |      | Ange Ahoussou     | 700 K€    | Rapid Vienne       | 2025-2026 |
| 6    |      | Alexandre Olliero | 300 K€    | Stade de Reims     | 2022-2023 |
| 7    |      | Mayron George     | 300 K€    | Beitar Jérusalem   | 2023-2024 |
| 8    |      | Oumar Ngom        | 300 K€    | Estrela da Amadora | 2025-2026 |
| 9    |      | Amadou Ciss       | 160 K€    | Fortuna Sittard    | 2018-2019 |
| 10   |      | Massamba Ndiaye   | 100 K€    | Clermont Foot      | 2023-2024 |
| 11   |      | Edouard Cissé     | 35 KF     | PSG                | 1997-1998 |

#### Partenariats
Le Pau FC dispose de partenariats signés avec des clubs de football à l'étranger.
Clubs signataires :
- Demba Diop FC[264]
- Sociedad Deportiva Huesca[265]

#### Sponsoring
Depuis la saison 2024-2025, le club est équipé par la marque espagnole Joma, avec la boisson Holy en tant que sponsor principal,. Ce partenariat s’accompagne d’une stratégie de communication axée sur un public jeune et fortement orientée vers les réseaux sociaux. À cette occasion, le club a notamment fait appel au youtubeur palois Djayson Karavane pour le lancement du maillot third.

## Soutien et image

### Affluences

#### Affluences records
L'affluence record du Pau FC est enregistrée au Stade du Hameau le 29 Janvier 2020, lors de la réception du Paris Saint-Germain Football Club en Coupe de France 2019-2020, puisque 16 707 spectateurs garnissent les travées du Hameau ce jour-là. Le précédent record de 15 668 spectateurs datait du 16 janvier 2020, à l'occasion de la réception des Girondins de Bordeaux.
Au Nouste Camp, le record d'affluence est de 3 821 spectateurs, établi le 2 mars 2023 à l'occasion du derby d'Aquitaine face au Girondins de Bordeaux.

### Supporters
Le premier club de supporters du Football Club de Pau est le « Club des supporters les Amis du Football-Club de Pau », crée le 14 février 1960. Ce club organise des déplacements notamment à l'occasion du match face à l'équipe amateur phare du Sud-Ouest à cette époque: l'US Cazères. Par la suite, plusieurs groupes de supporters se sont succédé. Au début de la saison 2002-2003, un groupe s'organise sous le nom de « Royals 64 ». En janvier 2006 un nouveau groupe de supporters voit le jour, la « Brigada Biarnesa », groupe à l’identité béarnaise affirmée. Le slogan du groupe était « Sonque Pau FC! » soit « Seulement Pau FC » en français, traduisant l'attachement à un seul club et une seule ville. La citation de Gaston Fébus « Béarn est si franche terre qu'il n'en doit hommage à nul seigneur au monde » revenait souvent dans les communications du groupe. La STUP (« Supporters de la Tribune Ultra paloise ») prend le relais à l'occasion de la remontée du club en National,,. Son logo met en avant le portrait du roi Henri IV. Enfin, l'homme politique - béarnais - Jean Lassalle est souvent mis en avant sur les banderoles de la STUP - « Force, honneur et garbure ».

## Rivalités et amitiés

### Rivalités
Depuis la création officielle du club, le Pau FC a eu pour rivaux différents clubs. En effet, le club n'est n'est pas lié à un réel derby historique, mais plutôt à plusieurs rivalités régionales avec les clubs majeurs de Gascogne et du Pays basque : l'Aviron bayonnais FC, le Tarbes Pyrénées Football et le Stade Montois. Cependant, ces rivalités sont moins exacerbées que par le passé, en raison du déclin sportif de ces clubs et de l'envol du Pau FC.
Les années 2020 voient l'apparition d'une certaine rivalité sportive avec les Girondins de Bordeaux, les médias locaux évoquent désormais un Derby d'Aquitaine.
Par ailleurs, en dépit de la proximité culturelle avec les clubs espagnols frontaliers d'Aragon, de Navarre ou du Pays Basque, il n'existe pas de rivalités sportives.
A contrario, le Pau FC et la SD Huesca ont annoncé au début de la saison 2023 la signature d'un accord de collaboration visant à partager des savoirs-faire en matière de construction de club et la création d'une Coupe des Pyrénées.
Enfin, le Pau FC entretient des rivalités historiques avec d'autres clubs de football palois, à savoir le FA Bourbaki et les Bleuets de Notre Dame.

#### Aviron bayonnais FC
La première rencontre de football entre les équipes de Pau et de Bayonne a eu lieu en avril 1909, marquant la victoire du FA Bourbaki sur la « Vigilante de Bayonne » avec un score final de 7 à 1. En 1911, lors du tout premier « Championnat d'Association de l'Union Pyrénéenne » organisé par « l'Union Régionale Pyrénéenne », le FA Bourbaki, représentant du football palois, a déjà fait face aux équipes bayonnaises de l'« AS Les Chérubinots » et de la « Vigilante ». Cependant, en 1947, le match opposant le FA Bourbaki à l'« Entente Sportive Bayonnaise », fruit de la fusion des Chérubinots et de Saint-André, a été qualifié de « derby des derbies » par la Fédération sportive et culturelle de France, dans leur publication Les Jeunes.
Alors que cette rivalité est une tradition bien ancrée dans le rugby français, elle est moins connue dans le monde du football, même si « Les Txuri-Urdin » restent les principaux rivaux du Pau FC, avec qui ils disputent le derby basco-béarnais, s'inspirant des rivalités sportives historiques,.
Le premier affrontement entre les équipes modernes de Pau et Bayonne en Coupe de France a eu lieu en 1960, au stade du Hameau. Le sommet de leur confrontation s'est produit lors de la saison 2004-2005, où les deux clubs évoluaient en championnat National, le troisième niveau des compétitions masculines en France. Au cours de cette saison, le Pau FC a subi une défaite cruelle 0-1 dans les derniers instants du match, à la suite d'un but de la main de Patrick Vareilles, devant plus de 5 000 spectateurs au stade du Hameau. L'année suivante, un coup franc de Tino Costa et un but d'André-Pierre Gignac face à Stéphane Ruffier à Bayonne permettent au Pau FC de s'imposer 2-1 et de se maintenir. L'Aviron est relégué en fin de saison. De nombreux anciens joueurs palois ont également porté les couleurs de l'ABFC au fil des années, tels qu'Alexandre Sallaberry, Laurent Cassouret, Samuel Derguy, Frédéric Bernaleau, Xabi Ipharraguerre (en) ou encore Denis Stinat.

#### Stade Montois
Une autre rivalité historique du Pau FC est celle l'opposant au Stade Montois pour le derby lando-béarnais,. Le Stade Montois a en effet longtemps été le mètre-étalon du haut niveau amateur en Gascogne et dans les Pays de l'Adour. Le club de Mont-de-Marsan est l'adversaire contre lequel les Maynats ont disputé le plus de matchs de leur histoire, le premier ayant eu lieu en 1961. Les rencontres disputées par le passé ont souvent été enflammées entre Palois et Montois.

#### Bleuets de Notre-Dame
Le derby palois date de la formation du Football-Club de Pau en 1959, en raison de la séparation avec les Bleuets de Notre-Dame. La relation entre le « patro » et le FC Pau a été essentielle dans le lancement du nouveau club, puisque les Bleuets ont souvent accepté de mettre leurs infrastructures à disposition du FC Pau dans les années 1960 et 1970. Les matchs dans les années 1960 et jusque dans les 1970 étaient accrochés, avant que le FC Pau ne prenne définitivement le pas sur les Bleuets, en dépit de leur fusion avec le « Loisir Populaire Palois »,.

#### FA Bourbaki
Le FA Bourbaki, dont les origines remontent à 1888, est le doyen des clubs sportifs béarnais et a été la place forte du football palois jusqu'à la Libération. Bourbaki doit cependant faire face à la fin des années 1950 à une concurrence accrue, puisqu'un jeune « patro » ambitieux gravit les échelons de la Ligue du Sud-Ouest à toute vitesse: les Bleuets. Les Bleuets de Notre Dame prennent l'ascendant et ravissent définitivement la couronne de club phare du Béarn au doyen des patros, en accédant à la Division Nationale et au CFA. Lorsque les Bleuets deviennent ensuite le FC Pau en 1959, et qu'un appel est lancé à toutes les forces vives du football béarnais, le vieux FA Bourbaki continue sa route de manière indépendante. La relation avec le nouveau rival est néanmoins cordiale, puisque la direction du FA Bourbaki a accepté de prêter son stade à de nombreuses reprises au FC Pau dans les années 1960 et 1970. Les Kroumirs de Bourbaki ont affronté le Pau FC à de nombreuses reprises en Championnat & Coupe de France.